# Premier League 2019-2020
La Premier League 2019-2020 è stata la 121ª edizione della massima divisione del campionato inglese di calcio, nonché la ventottesima della Premier League. La stagione è iniziata il 9 agosto 2019 ed è terminata il 26 luglio 2020.
Il campionato è stato vinto dal Liverpool, che si è aggiudicato il titolo nazionale per la diciannovesima volta, a distanza di trent'anni dall'ultimo successo.
Capocannoniere del torneo è stato Jamie Vardy (Leicester City), autore di 23 gol.

## Stagione

### Formula
Per la terza stagione consecutiva accedono alla fase a gironi della UEFA Champions League 2020-2021 le prime quattro classificate. Entrano in Europa League la 5ª squadra classificata e le vincenti di FA Cup e League Cup. Nel caso in cui le vincenti delle due coppe nazionali siano già qualificate alle coppe europee tramite il campionato, al loro posto si qualificheranno la 6ª in campionato ed eventualmente la 7ª. Le ultime tre squadre classificate retrocedono in Championship.

### Calciomercato

#### Sessione estiva

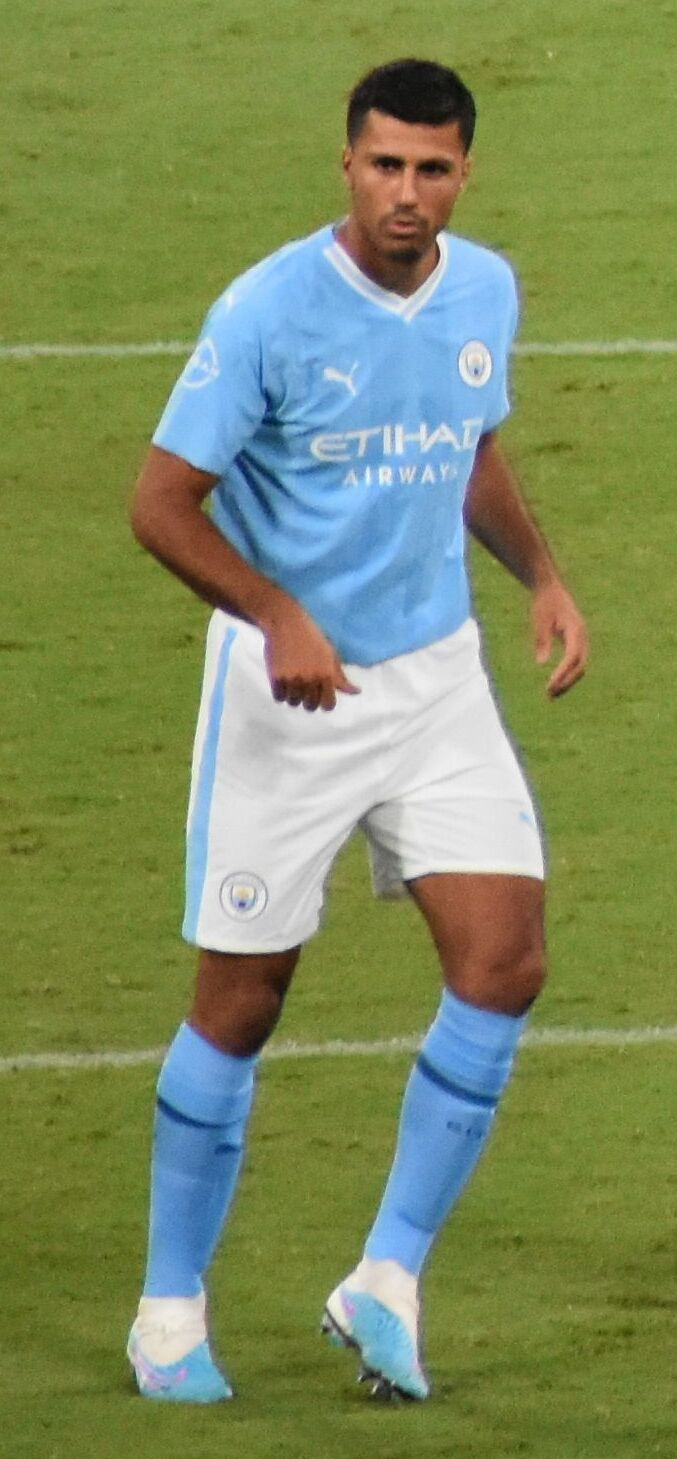
Il centrocampista spagnolo Rodri, acquisto di punta dei campioni in carica del Manchester City.

Il Manchester City, due volte campione uscente, si rinforza ulteriormente con gli arrivi del centrocampista Rodri dall'Atlético Madrid e dei difensori Angeliño, riportato al club dopo una sola stagione al PSV, e João Cancelo, acquistato dalla Juventus nell'ambito di uno scambio che ha portato inoltre Danilo a compiere il percorso inverso. A lasciare la squadra di Guardiola è anche lo storico capitano Kompany, che non rinnova il contratto e trova sistemazione all'Anderlecht, oltre ai centrocampisti Delph e Douglas Luiz, venduti rispettivamente all'Everton e all'Aston Villa, e al difensore Mangala, finito ai margini della rosa e accasatosi al Valencia. Il Liverpool, neo-campione d'Europa ed accreditato come principale antagonista del torneo, decide di confermare l'intera rosa dell'anno passato, limitandosi agli acquisti del giovane attaccante Elliott dal Fulham e dello svincolato portiere Adrián, reduce dalla lunga esperienza al West Ham Utd e scelto come rimpiazzo del partente Mignolet in direzione Club Bruges.
Per quanto riguarda le altre squadre partecipanti alla Champions League, il Chelsea congeda il tecnico Sarri, nonostante il trionfo in Europa League di pochi mesi prima, ed affida la panchina all'ex bandiera Lampard, che con il Derby County aveva appena sfiorato la promozione in massima serie. Non potendo operare sul mercato in entrata fino alla seguente sessione invernale, i Blues si limitano dunque al reintegro in pianta stabile di molti giocatori in prestito, tra cui i difensori Tomori e James, il centrocampista Mount e l'attaccante Abraham; mentre in uscita sono da segnalare gli addii di tre pilastri dell'ultimo decennio, quali l'attaccante Hazard, che si accasa al Real Madrid a fronte di un corrispettivo di 100 milioni di euro, e i difensori David Luiz, acquistato dai rivali concittadini dell'Arsenal, e Cahill, che firma a parametro zero con il Crystal Palace. Il Tottenham rimpingua invece il proprio centrocampo con gli arrivi del francese Ndombele dall'Olympique Lione e dell'argentino Lo Celso dal Real Betis, mentre nel reparto avanzato giunge l'inglese Sessegnon dal Fulham. Nell'ambito cessioni, gli Spurs lasciano partire il terzino Trippier in direzione Atlético Madrid e gli attaccanti Janssen, N'Koudou e Llorente, che si legano rispettivamente a Monterrey, Beşiktaş e Napoli.
Per quanto concerne i restanti club impegnati nelle coppe europee, l'Arsenal non lesina sforzi sul mercato ed ingaggia gli esterni d'attacco Pépé e Martinelli, rispettivamente dal Lilla e dall'Ituano; i difensori Saliba dal Saint-Étienne (che rimane contestualmente al club francese fino all'estate seguente), Tierney dal Celtic ed il sopracitato David Luiz dai rivali del Chelsea; nonché il centrocampista Ceballos in prestito dal Real Madrid. A lasciare i Gunners sono invece il portiere Čech, ritiratosi dall'attività agonistica; i difensori Koscielny, Monreal e Jenkinson, venduti rispettivamente a Bordeaux, Real Sociedad e Nottingham Forest; il centrocampista Mxit'aryan, che si accasa alla Roma; e l'attaccante Iwobi, passato all'Everton. Negli ultimi giorni di mercato, i londinesi salutano anche il fantasista Ramsey, che si trasferisce alla Juventus a parametro zero, ed il terzino Lichtsteiner, che firma a titolo gratuito con l'Augusta. Il Manchester Utd, dopo una travagliata stagione, puntella la difesa con gli acquisti di Maguire dal Leicester City e di Wan-Bissaka dal Crystal Palace, con il primo che diventa il difensore più costoso di sempre grazie all'esorbitante cifra di 87 milioni di euro sborsata dai Red Devils. In attacco, il club mancuniano accoglie il giovane prospetto James dallo Swansea City con l'intento di colmare lo spazio lasciato dal partente Lukaku, ceduto all'Inter. La squadra di Solskjær si priva infine del centrocampista Herrera, del difensore Darmian e dello storico capitano Valencia, i quali non rinnovano i propri contratti e si legano rispettivamente al Paris Saint-Germain, al Parma e al LDU Quito. Il Wolverhampton, che torna a disputare una manifestazione continentale dopo un quarantennio, si rafforza con gli arrivi del mediano Jordão e dell'esterno d'attacco Neto, entrambi prelevati dalla Lazio, e del centravanti Cutrone dal Milan.

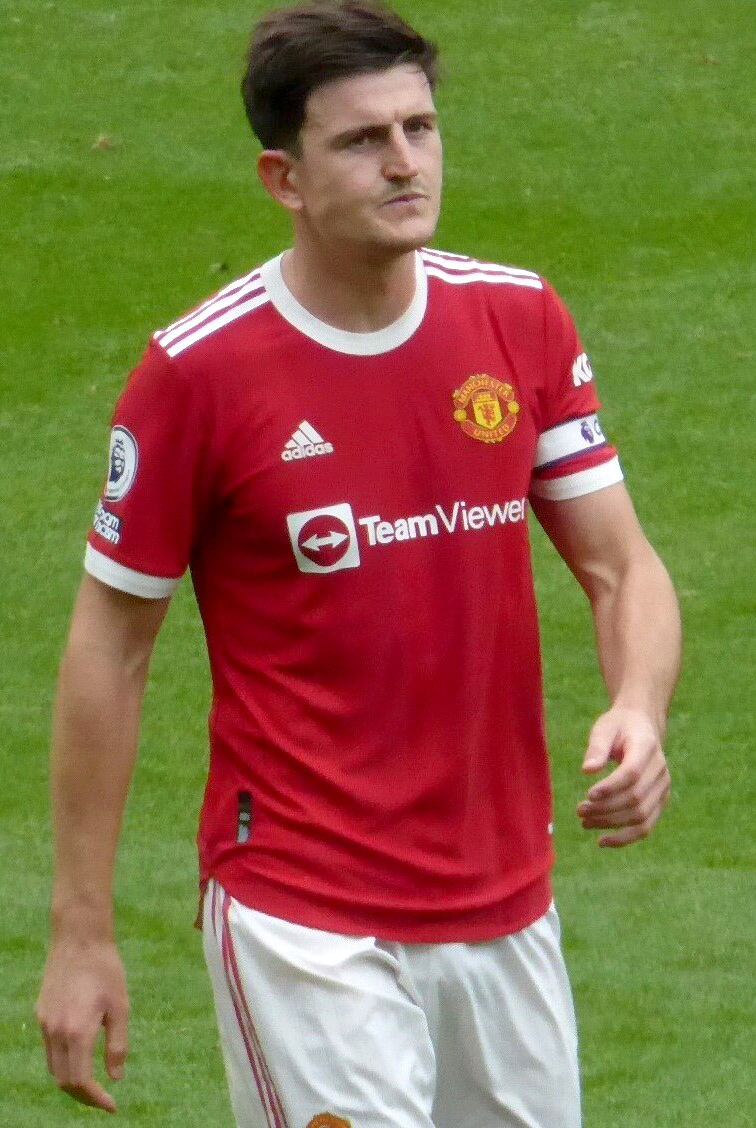
Il difensore inglese Harry Maguire, rinforzo estivo del Manchester Utd, è l'acquisto più oneroso dell'intera sessione di calciomercato.

Tra le altre squadre, l'Everton prende, oltre ai sopracitati Delph e Iwobi, anche il mediano Gbamin dal Magonza e l'attaccante Kean dalla Juventus, nonché il terzino Sidibé in prestito dal Monaco; mentre a lasciare i Toffees sono il longevo capitano Jagielka, che si accasa allo Sheffield Utd da svincolato, il difensore Williams in direzione Bristol City, il centrocampista Gueye, ceduto al Paris Saint-Germain, e gli attaccanti Lookman e Mirallas, passati rispettivamente a RB Lipsia e Anversa. Il Leicester City perde gli svincolati Simpson e Okazaki e li rimpiazza con Justin dal Luton Town e Pérez dal Newcastle Utd, invece come innesto a centrocampo viene scelto il belga Praet, proveniente dalla Sampdoria. Il West Ham Utd accoglie il portiere Roberto dall'Espanyol quale nuovo dodicesimo ed acquista il centrocampista Fornals dal Villarreal e l'attaccante Haller dall'Eintracht Francoforte; mentre sul fronte cessioni, gli Hammers salutano i mediani Fernandes e Obiang, venduti rispettivamente a Magonza e Sassuolo, e le punte Pérez all'Alavés, Arnautović allo Shanghai SIPG e Hernández al Siviglia. Il Watford rinforza il reparto offensivo prelevando Sarr dal Rennes e lo svincolato Welbeck dall'Arsenal, mentre in difesa arruola Dawson dal West Bromwich per far fronte al ritiro dell'uruguaiano Britos. Il Crystal Palace aggiunge in rosa il centrocampista McCarthy dall'Everton e l'esterno d'attacco Ayew dallo Swansea City, nonché il sopraindicato difensore Cahill dal Chelsea. Il Newcastle Utd, forte dell'avvicendamento tecnico tra il nuovo allenatore Bruce e il dimissionario Benítez, investe il ricavato delle cessioni di Pérez, Joselu e Diamé ed ingaggia così gli attaccanti Joelinton dall'Hoffenheim, Saint-Maximin dal Nizza e Carroll dal West Ham Utd, quest'ultimo a parametro zero, nonché il terzino Krafth dall'Amiens. Il Bournemouth puntella l'organico con l'acquisto dei difensori Kelly dal Bristol City e Stacey dal Luton Town; del mediano Billing dall'Huddersfield Town e dell'esterno d'attacco Danjuma dal Club Bruges. Il Burnley accoglie il portiere Peacock-Farrell dal Leeds Utd; il terzino Pieters dallo Stoke City nell'ambito di uno scambio in cui Ward compie il percorso inverso; il mediano Drinkwater in prestito semestrale dal Chelsea e l'attaccante Rodriguez dal West Bromwich, riportandolo contestualmente a vestire la maglia amaranto dopo sette anni; mentre a salutare i Clarets sono il centravanti Crouch, ritiratosi definitivamente dall'attività agonistica, ed il lungodegente centrocampista Defour, che rescinde il contratto e si lega all'Anversa. Il Southampton cede la punta Austin al West Bromwich e il trequartista Clasie all'AZ Alkmaar e li sostituisce rispettivamente con Adams dal Birmingham City e con Djenepo dallo Standard Liège. Il Brighton, reduce da una risicata salvezza che aveva indotto al cambio di guida tecnica tra Hughton e Potter, compra il difensore Webster dal Bristol City e gli attaccanti Trossard dal Genk e Maupay dal Brentford; mentre in uscita congeda lo storico capitano Bruno Saltor, il quale termina la propria carriera calcistica.
Per quanto riguarda i club neopromossi, l'Aston Villa rivoluziona completamente la rosa, sfoltendo molte seconde linee ed acquistando il portiere Heaton dal Burnley; i difensori Konsa dal Brentford, Engels dal Reims e Targett dal Southampton; i mediani Nakamba dal Club Bruges e Douglas Luiz dal Manchester City; il trequartista Jota dal Birmingham City nell'ambito di uno scambio che ha portato Gardner a compiere il percorso inverso; l'esterno d'attacco Trézéguet dal Kasımpaşa ed il centravanti Wesley dal Club Bruges. Il Norwich City accoglie il terzino Byram dal West Ham Utd e la punta Drmić dal Borussia M'Gladbach. Lo Sheffield Utd, tornato in massima serie dopo dodici stagioni, si rafforza prendendo lo svincolato portiere Verrips dal Malines come nuovo dodicesimo; i centrocampisti Osborn dal Nottingham Forest, Morrison dall'Östersund e Freeman dal QPR e gli attaccanti Robinson dal Preston N.E., Mousset dal Bournemouth e McBurnie dallo Swansea City.

#### Sessione invernale

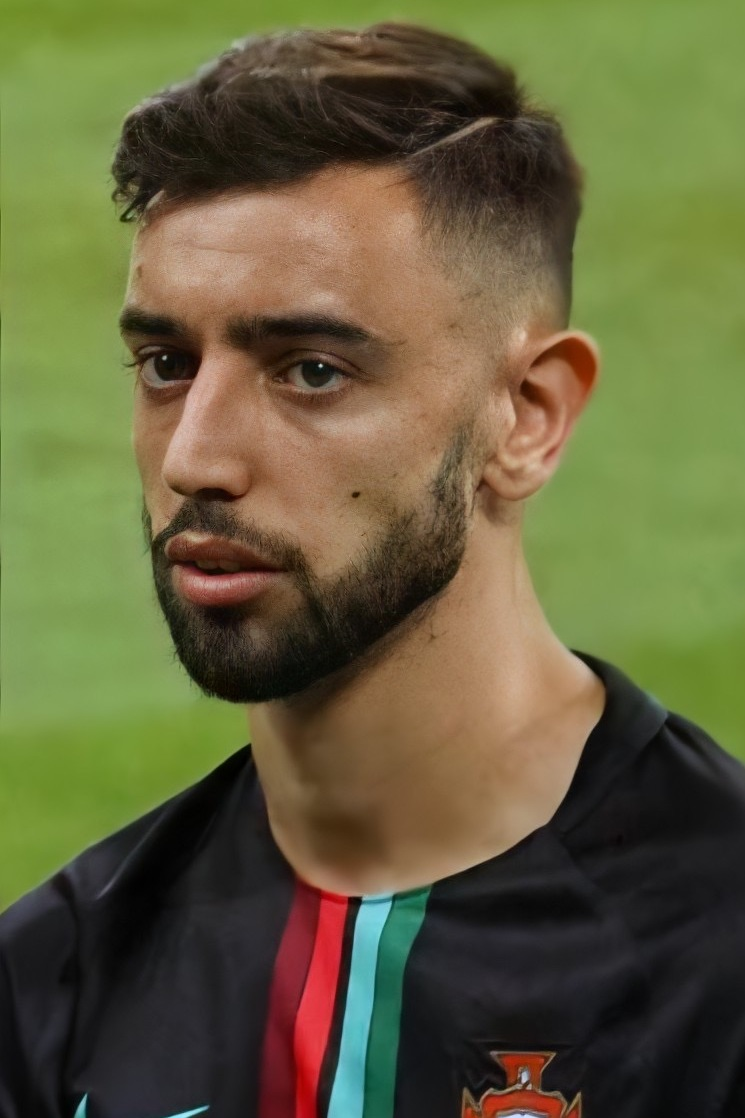
Il centrocampista portoghese Bruno Fernandes, rinforzo invernale del Manchester Utd, è l'acquisto più costoso del calciomercato di riparazione.

Nel mercato di riparazione è il Manchester Utd a mettere a segno il colpo di maggior rilievo, prelevando il trequartista Fernandes dallo Sporting Lisbona a fronte di un conguaglio di 80 milioni di euro comprensivi di bonus, per poi rimpinguare anche l'attacco con il prestito annuale di Ighalo dallo Shanghai Shenhua; mentre in uscita saluta il terzino Young, che si trasferisce all'Inter dopo quasi un decennio tra le fila dei Red Devils. Il Liverpool, lanciato verso la conquista del suo primo titolo nazionale dopo un trentennio, si limita a rinforzare il reparto avanzato con l'arrivo dell'attaccante Minamino dal Salisburgo. Il Tottenham, che nel frattempo aveva cambiato guida tecnica con Mourinho al posto dell'esonerato Pochettino, cede i centrocampisti Eriksen all'Inter e Wanyama al Montréal e colma lo spazio vuoto con Fernandes in prestito dal Benfica; invece per rafforzare l'attacco viene scelto l'esterno Bergwijn dal PSV. Il Wolverhampton lascia partire gli attaccanti Cavaleiro al Fulham e Cutrone alla Fiorentina, quest'ultimo in prestito, ed accoglie l'esterno Podence dall'Olympiakos. L'Arsenal, reduce da una deludente prima parte di stagione, culminata con l'avvicendamento tecnico tra Emery e Arteta ed inframezzata a sua volta dal breve interregno di Ljungberg, puntella la difesa con le aggiunte di Pablo Marí dal Flamengo e Cédric Soares dal Southampton.
Per quanto riguarda i restanti club, lo Sheffield Utd acquista i mediani Berge e Rodwell, rispettivamente dal Genk e dal Blackburn Rovers, nonché il terzino Robinson dal Nottingham Forest. Il Burnley rimpingua il centrocampo con l'arrivo di Brownhill dal Bristol City; mentre il Newcastle Utd rinforza temporaneamente l'organico con i prestiti semestrali dei difensori Lazaro dall'Inter e Rose dal Tottenham e del centrocampista Bentaleb dallo Schalke 04. Il Crystal Palace prende in prestito breve l'attaccante Tosun dall'Everton; invece il Brighton compra il giovane terzino Lamptey dal Chelsea in sostituzione del partente Bong, accasatosi al Nottingham Forest. Il West Ham Utd, che esonera Pellegrini ed affida nuovamente la panchina a Moyes, saluta dopo un semestre il portiere Roberto, passato all'Alavés, e lo rimpiazza con l'ex Randolph dal Middlesbrough, mentre il centrocampo e l'attacco vengono rafforzati con i rispettivi innesti di Souček dallo Slavia Praga e Bowen dall'Hull City. L'Aston Villa implementa la rosa con i prestiti secchi del portiere Reina dal Milan e del mediano Drinkwater dal Chelsea, quest'ultimo reduce da un opaco semestre al Burnley, e con gli acquisti dei centravanti Samatta dal Genk e Bastón dallo Swansea City. Il Watford, in profonda crisi e con ben tre cambi di allenatore all'attivo, preleva le punte João Pedro dal Fluminense e Pussetto dall'Udinese, mentre sul fronte uscite congeda i difensori Zeegelaar e Prödl, i quali si aggregano invece alla società friulana. Il Norwich City, sempre più fanalino di coda del campionato, accoglie il mediano Rupp dall'Hoffenheim ed il terzino McCallum dal Coventry City.

### Avvenimenti

#### Girone d'andata

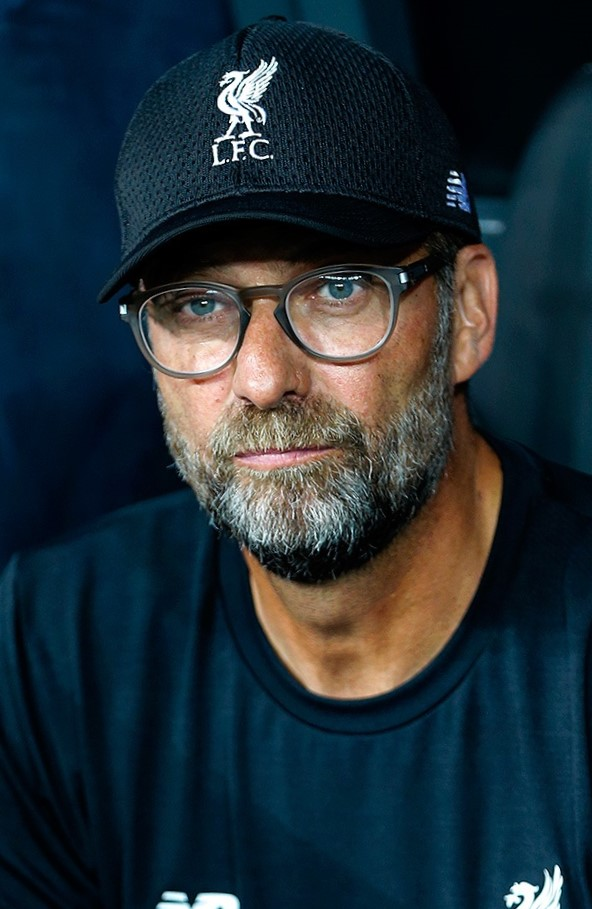
Jürgen Klopp, alla quinta stagione sulla panchina del Liverpool, conduce i Reds alla vittoria del campionato, il primo dopo 30 anni.

Dopo le prime due giornate, la coppia di testa è formata dal Liverpool di Jürgen Klopp e dall'Arsenal di Unai Emery. Alla 3ª giornata i Reds battono proprio i Gunners nello scontro diretto e si prendono la vetta solitaria della classifica. Il Manchester City di Pep Guardiola e il Tottenham di Mauricio Pochettino sono invece protagoniste di un avvio con risultati altalenanti. Il Chelsea del nuovo allenatore Frank Lampard, dopo la pesante sconfitta esterna per 0-4 all'esordio contro il Manchester Utd di Ole Gunnar Solskjær, infila una striscia di risultati utili che lo riporta in lotta per un posto Champions. Il girone d'andata è dominato dal Liverpool che, grazie ad un rendimento senza precedenti nella sua storia in Premier League dopo 19 turni, crea un solco tra sé e le due più immediate inseguitrici. Alla caccia dei Reds ci sono infatti il Manchester City (battuto 1-3 in trasferta nello scontro diretto) e il sorprendente Leicester City di Brendan Rodgers, che approfitta del rendimento inferiore alle aspettative di alcune big per alimentare sogni Champions. Tra queste figurano il Tottenham e l'Arsenal che, attanagliate da una crisi di risultati, cambiano guida tecnica affidandosi rispettivamente a José Mourinho e Mikel Arteta. Cambia guida tecnica anche l'Everton che, risucchiato nella parte bassa della classifica, riporta in Premier League Carlo Ancelotti. Bene il Wolverhampton e il neopromosso Sheffield Utd, in lotta per i piazzamenti europei con le più blasonate ma discontinue Tottenham e Manchester Utd, mentre stazionano nelle ultime posizioni Aston Villa, Watford e Norwich City.

#### Girone di ritorno

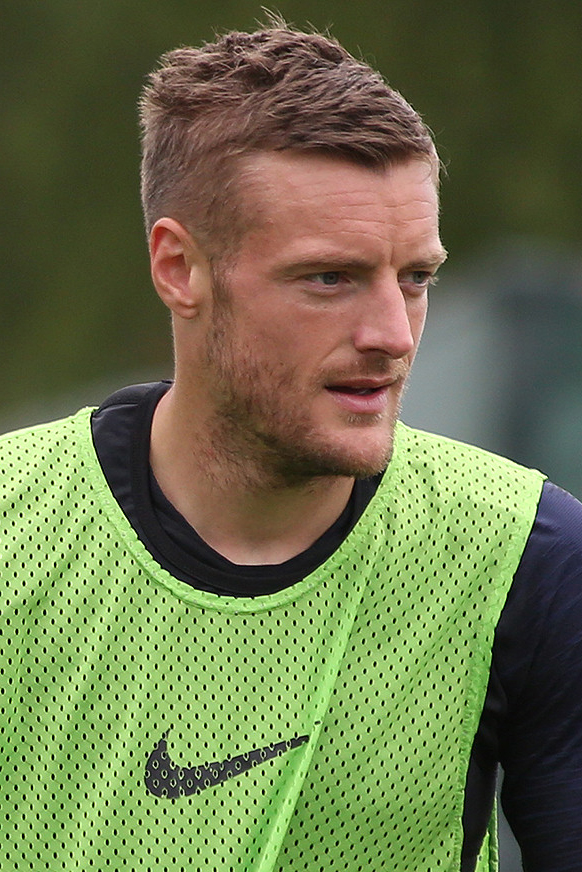
Jamie Vardy vince la classifica marcatori con 23 gol, diventando il più anziano vincitore nell'era della Premier League.

Il girone di ritorno conferma la supremazia del Liverpool, che continua ad ottenere vittorie in serie. Alla 28ª giornata la capolista vede interrompersi la sua striscia di successi consecutivi a 18, a causa della sconfitta in trasferta contro il Watford per 0-3. Alle sue spalle segue il Manchester City, mentre il Leicester City e il Chelsea devono fare i conti con il ritorno del Manchester United nella lotta per i posti Champions. Dopo la 29ª giornata il campionato viene sospeso a causa della pandemia di COVID-19 nel Regno Unito. Alla ripresa del torneo dopo più di tre mesi, il Liverpool può festeggiare la vittoria del 19º titolo della sua storia (il primo dopo trent'anni e il primo nell'era della Premier League) con sette giornate di anticipo, stabilendo in tal modo un record per la competizione. Decisiva per i Reds la vittoria per 4-0 contro il Crystal Palace alla 31ª giornata e la sconfitta per 1-2 del Manchester City contro il Chelsea nello stesso turno. L'ultima giornata sancisce le retrocessioni del Watford, scavalcato nella giornata precedente dall'Aston Villa e tornato in cadetteria dopo cinque anni, e del Bournemouth, che termina la sua prima esperienza in massima serie dopo quattro stagioni. L'altra retrocessione è del neopromosso Norwich City, sceso con largo anticipo. Per quanto riguarda i piazzamenti europei, il Leicester City perde nello scontro diretto con il Manchester United all'ultima giornata e vede sfumare la qualificazione in Champions League a vantaggio proprio dei Red Devils. Quarto posto per il Chelsea, vittorioso sul Wolverhampton, che ha la peggio per la qualificazione all'Europa League a beneficio del Tottenham, prevalso sui Wolves per una migliore differenza reti. Il Liverpool, pur sconfiggendo in rimonta il Newcastle Utd all'ultima giornata, non riesce a superare il record dei 100 punti stabilito due anni prima dal Manchester City, secondo alle spalle dei Reds in questa stagione, fermandosi a quota 99.

## Squadre partecipanti
| Squadra         | Stagione | Città               | Stadio                    | Stagione precedente                                                |
| --------------- | -------- | ------------------- | ------------------------- | ------------------------------------------------------------------ |
| Arsenal         | dettagli | Londra              | Emirates Stadium          | 5º posto in Premier League                                         |
| Aston Villa     | dettagli | Birmingham          | Villa Park                | 5º posto in Football League Championship, promosso dopo i play-off |
| Bournemouth     | dettagli | Bournemouth         | Vitality Stadium          | 14º posto in Premier League                                        |
| Brighton        | dettagli | Brighton & Hove     | Falmer Stadium            | 17º posto in Premier League                                        |
| Burnley         | dettagli | Burnley             | Turf Moor                 | 15º posto in Premier League                                        |
| Chelsea         | dettagli | Londra              | Stamford Bridge           | 3º posto in Premier League                                         |
| Crystal Palace  | dettagli | Londra              | Selhurst Park             | 12º posto in Premier League                                        |
| Everton         | dettagli | Liverpool           | Goodison Park             | 8º posto in Premier League                                         |
| Leicester City  | dettagli | Leicester           | King Power Stadium        | 9º posto in Premier League                                         |
| Liverpool       | dettagli | Liverpool           | Anfield                   | 2º posto in Premier League                                         |
| Manchester City | dettagli | Manchester          | Etihad Stadium            | Campione d'Inghilterra                                             |
| Manchester Utd  | dettagli | Manchester          | Old Trafford              | 6º posto in Premier League                                         |
| Newcastle Utd   | dettagli | Newcastle upon Tyne | St James Park             | 13º posto in Premier League                                        |
| Norwich City    | dettagli | Norwich             | Carrow Road               | 1º posto in Football League Championship, promosso                 |
| Sheffield Utd   | dettagli | Sheffield           | Bramall Lane              | 2º posto in Football League Championship, promosso                 |
| Southampton     | dettagli | Southampton         | St. Mary's Stadium        | 16º posto in Premier League                                        |
| Tottenham       | dettagli | Londra              | Tottenham Hotspur Stadium | 4º posto in Premier League                                         |
| Watford         | dettagli | Watford             | Vicarage Road             | 11º posto in Premier League                                        |
| West Ham Utd    | dettagli | Londra              | Stadio Olimpico           | 10º posto in Premier League                                        |
| Wolverhampton   | dettagli | Wolverhampton       | Molineux Stadium          | 7º posto in Premier League                                         |

## Allenatori e primatisti
| Squadra          | Allenatore | Calciatore più presente                                                                 | Cannoniere                             |
| ---------------- | --- | --------------------------------------------------------------------------------------- | -------------------------------------- |
| Arsenal          | Unai Emery (1ª-13ª) Fredrik Ljungberg (14ª-18ª) Mikel Arteta (19ª-38ª)                                                   | Pierre-Emerick Aubameyang (36)                                                          | Pierre-Emerick Aubameyang (22)         |
| Aston Villa      | Dean Smith | Jack Grealish Douglas Luiz (36)                                                         | Jack Grealish (8)                      |
| Bournemouth      | Eddie Howe | Aaron Ramsdale (37)                                                                     | Callum Wilson (8)                      |
| Brighton         | Graham Potter | Mathew Ryan (38)                                                                        | Neal Maupay (10)                       |
| Burnley          | Sean Dyche | Dwight McNeil Nick Pope James Tarkowski (38)                                            | Chris Wood (14)                        |
| Chelsea          | Frank Lampard | Mason Mount (37)                                                                        | Tammy Abraham (15)                     |
| Crystal Palace   | Roy Hodgson | Wilfried Zaha (38)                                                                      | Jordan Ayew (9)                        |
| Everton          | Marco Silva (1ª-15ª) Duncan Ferguson (16ª-18ª) Carlo Ancelotti (19ª-38ª)                                                 | Jordan Pickford (38)                                                                    | Dominic Calvert-Lewin Richarlison (13) |
| Leicester City   | Brendan Rodgers | Jonny Evans Kasper Schmeichel (38)                                                      | Jamie Vardy (23)                       |
| Liverpool        | Jürgen Klopp | Trent Alexander-Arnold Roberto Firmino Virgil van Dijk (38)                             | Mohamed Salah (19)                     |
| Manchester City  | Josep Guardiola | Kevin De Bruyne Ederson Rodri (35)                                                      | Raheem Sterling (20)                   |
| Manchester Utd   | Ole Gunnar Solskjær | David de Gea Harry Maguire (38)                                                         | Anthony Martial Marcus Rashford (17)   |
| Newcastle Utd    | Steve Bruce | Joelinton Martin Dúbravka (38)                                                          | Jonjo Shelvey (6)                      |
| Norwich City     | Daniel Farke | Todd Cantwell Kenny McLean (37)                                                         | Teemu Pukki (11)                       |
| Sheffield United | Chris Wilder | George Baldock Chris Basham Oliver Norwood Enda Stevens (38)                            | Oliver McBurnie Lys Mousset (6)        |
| Southampton      | Ralph Hasenhüttl | Danny Ings James Ward-Prowse (38)                                                       | Danny Ings (22)                        |
| Tottenham        | Mauricio Pochettino (1ª-12ª) José Mourinho (13ª-38ª)                                                                     | Lucas Moura (35)                                                                        | Harry Kane (18)                        |
| Watford          | Javi Gracia (1ª-4ª) Quique Sánchez Flores (5ª-14ª) Hayden Mullins (15ª) Nigel Pearson (16ª-36ª) Hayden Mullins (37ª-38ª) | Benjamin Foster (38)                                                                    | Troy Deeney (10)                       |
| West Ham         | Manuel Pellegrini (1ª-20ª) David Moyes (21ª-38ª)                                                                         | Declan Rice (38)                                                                        | Michail Antonio (10)                   |
| Wolverhampton    | Nuno Espírito Santo | Conor Coady Leander Dendoncker Raúl Jiménez João Moutinho Rúben Neves Rui Patrício (38) | Raúl Jiménez (17)                      |

## Classifica finale
Fonte
|         | Pos. | Squadra         | Pt | G  | V  | N  | P  | GF  | GS | DR  |
| ------- | ---- | --------------- | -- | -- | -- | -- | -- | --- | -- | --- |
|         | 1.   | Liverpool       | 99 | 38 | 32 | 3  | 3  | 85  | 33 | +52 |
| [ 219 ] | 2.   | Manchester City | 81 | 38 | 26 | 3  | 9  | 102 | 35 | +67 |
|         | 3.   | Manchester Utd  | 66 | 38 | 18 | 12 | 8  | 66  | 36 | +30 |
|         | 4.   | Chelsea         | 66 | 38 | 20 | 6  | 12 | 69  | 54 | +15 |
|         | 5.   | Leicester City  | 62 | 38 | 18 | 8  | 12 | 67  | 41 | +26 |
| [ 220 ] | 6.   | Tottenham       | 59 | 38 | 16 | 11 | 11 | 61  | 47 | +14 |
|         | 7.   | Wolverhampton   | 59 | 38 | 15 | 14 | 9  | 51  | 40 | +11 |
| [ 221 ] | 8.   | Arsenal         | 56 | 38 | 14 | 14 | 10 | 56  | 48 | +8  |
|         | 9.   | Sheffield Utd   | 54 | 38 | 14 | 12 | 12 | 39  | 39 | 0   |
|         | 10.  | Burnley         | 54 | 38 | 15 | 9  | 14 | 43  | 50 | −7  |
|         | 11.  | Southampton     | 52 | 38 | 15 | 7  | 16 | 51  | 60 | −9  |
|         | 12.  | Everton         | 49 | 38 | 13 | 10 | 15 | 44  | 56 | −12 |
|         | 13.  | Newcastle Utd   | 44 | 38 | 11 | 11 | 16 | 38  | 58 | −20 |
|         | 14.  | Crystal Palace  | 43 | 38 | 11 | 10 | 17 | 31  | 50 | −19 |
|         | 15.  | Brighton        | 41 | 38 | 9  | 14 | 15 | 39  | 54 | −15 |
|         | 16.  | West Ham Utd    | 39 | 38 | 10 | 9  | 19 | 49  | 62 | −13 |
|         | 17.  | Aston Villa     | 35 | 38 | 9  | 8  | 21 | 41  | 67 | −26 |
|         | 18.  | Bournemouth     | 34 | 38 | 9  | 7  | 22 | 40  | 65 | −25 |
|         | 19.  | Watford         | 34 | 38 | 8  | 10 | 20 | 36  | 64 | −28 |
|         | 20.  | Norwich City    | 21 | 38 | 5  | 6  | 27 | 26  | 75 | −49 |

Legenda:
      Campione d'Inghilterra e ammessa alla fase a gironi della  UEFA Champions League 2020-2021
      Ammesse alla fase a gironi della UEFA Champions League 2020-2021
      Ammesse alla fase a gironi della  UEFA Europa League 2020-2021
      Ammessa al secondo turno preliminare della  UEFA Europa League 2020-2021
      Retrocesse in  Football League Championship 2020-2021
Note:
Tre punti per la vittoria, uno per il pareggio, zero per la sconfitta.

### Squadra campione
| Formazione tipo | Giocatori (presenze)        |
| --- | --------------------------- |
| Alisson Alexander-Arnold van Dijk Gomez Robertson Henderson Fabinho Wijnaldum Salah Firmino Mané | Alisson (29)                |
| Alisson Alexander-Arnold van Dijk Gomez Robertson Henderson Fabinho Wijnaldum Salah Firmino Mané | Trent Alexander-Arnold (38) |
| Alisson Alexander-Arnold van Dijk Gomez Robertson Henderson Fabinho Wijnaldum Salah Firmino Mané | Virgil van Dijk (38)        |
| Alisson Alexander-Arnold van Dijk Gomez Robertson Henderson Fabinho Wijnaldum Salah Firmino Mané | Joe Gomez (28)              |
| Alisson Alexander-Arnold van Dijk Gomez Robertson Henderson Fabinho Wijnaldum Salah Firmino Mané | Andrew Robertson (36)       |
| Alisson Alexander-Arnold van Dijk Gomez Robertson Henderson Fabinho Wijnaldum Salah Firmino Mané | Jordan Henderson (30)       |
| Alisson Alexander-Arnold van Dijk Gomez Robertson Henderson Fabinho Wijnaldum Salah Firmino Mané | Fabinho (28)                |
| Alisson Alexander-Arnold van Dijk Gomez Robertson Henderson Fabinho Wijnaldum Salah Firmino Mané | Georginio Wijnaldum (37)    |
| Alisson Alexander-Arnold van Dijk Gomez Robertson Henderson Fabinho Wijnaldum Salah Firmino Mané | Mohamed Salah (34)          |
| Alisson Alexander-Arnold van Dijk Gomez Robertson Henderson Fabinho Wijnaldum Salah Firmino Mané | Roberto Firmino (38)        |
| Alisson Alexander-Arnold van Dijk Gomez Robertson Henderson Fabinho Wijnaldum Salah Firmino Mané | Sadio Mané (35)             |
| Alisson Alexander-Arnold van Dijk Gomez Robertson Henderson Fabinho Wijnaldum Salah Firmino Mané | Allenatore: Jürgen Klopp    |
| Altri giocatori: Alex Oxlade-Chamberlain (30), Divock Origi (28), James Milner (22), Naby Keïta (18), Adam Lallana (15), Adrián (11), Dejan Lovren (10), Takumi Minamino (10), Joël Matip (9), Xherdan Shaqiri (7), Curtis Jones (6), Neco Williams (6), Harvey Elliott (2). |                             |

## Risultati

### Tabellone
Ogni riga indica i risultati casalinghi della squadra segnata a inizio della riga, contro le squadre segnate colonna per colonna (che invece avranno giocato l'incontro in trasferta). Al contrario, leggendo la colonna di una squadra si avranno i risultati ottenuti dalla stessa in trasferta, contro le squadre segnate in ogni riga, che invece avranno giocato l'incontro in casa.
|                 | ARS  | ASV  | BOU  | BRI  | BUR  | CHE  | CRY  | EVE  | LEI  | LIV  | MCI  | MUN  | NEW  | NOR  | SHE  | SOU  | TOT  | WAT  | WHU  | WOL  |
| --------------- | ---- | ---- | ---- | ---- | ---- | ---- | ---- | ---- | ---- | ---- | ---- | ---- | ---- | ---- | ---- | ---- | ---- | ---- | ---- | ---- |
| Arsenal         | –––– | 3-2  | 1-0  | 1-2  | 2-1  | 1-2  | 2-2  | 3-2  | 1-1  | 2-1  | 0-3  | 2-0  | 4-0  | 4-0  | 1-1  | 2-2  | 2-2  | 3-2  | 1-0  | 1-1  |
| Aston Villa     | 1-0  | –––– | 1-2  | 2-1  | 2-2  | 1-2  | 2-0  | 2-0  | 1-4  | 1-2  | 1-6  | 0-3  | 2-0  | 1-0  | 0-0  | 1-3  | 2-3  | 2-1  | 0-0  | 0-1  |
| Bournemouth     | 1-1  | 2-1  | –––– | 3-1  | 0-1  | 2-2  | 0-2  | 3-1  | 4-1  | 0-3  | 1-3  | 1-0  | 1-4  | 0-0  | 1-1  | 0-2  | 0-0  | 0-3  | 2-2  | 1-2  |
| Brighton        | 2-1  | 1-1  | 2-0  | –––– | 1-1  | 1-1  | 0-1  | 3-2  | 0-2  | 1-3  | 0-5  | 0-3  | 0-0  | 2-0  | 0-1  | 0-2  | 3-0  | 1-1  | 1-1  | 2-2  |
| Burnley         | 0-0  | 1-2  | 3-0  | 1-2  | –––– | 2-4  | 0-2  | 1-0  | 2-1  | 0-3  | 1-4  | 0-2  | 1-0  | 2-0  | 1-1  | 3-0  | 1-1  | 1-0  | 3-0  | 1-1  |
| Chelsea         | 2-2  | 2-1  | 0-1  | 2-0  | 3-0  | –––– | 2-0  | 4-0  | 1-1  | 1-2  | 2-1  | 0-2  | 1-0  | 1-0  | 2-2  | 0-2  | 2-1  | 3-0  | 0-1  | 2-0  |
| Crystal Palace  | 1-1  | 1-0  | 1-0  | 1-1  | 0-1  | 2-3  | –––– | 0-0  | 0-2  | 1-2  | 0-2  | 0-2  | 1-0  | 2-0  | 0-1  | 0-2  | 1-1  | 1-0  | 2-1  | 1-1  |
| Everton         | 0-0  | 1-1  | 1-3  | 1-0  | 1-0  | 3-1  | 3-1  | –––– | 2-1  | 0-0  | 1-3  | 1-1  | 2-2  | 0-2  | 0-2  | 1-1  | 1-1  | 1-0  | 2-0  | 3-2  |
| Leicester City  | 2-0  | 4-0  | 3-1  | 0-0  | 2-1  | 2-2  | 3-0  | 2-1  | –––– | 0-4  | 0-1  | 0-2  | 5-0  | 1-1  | 2-0  | 1-2  | 2-1  | 2-0  | 4-1  | 0-0  |
| Liverpool       | 3-1  | 2-0  | 2-1  | 2-1  | 1-1  | 5-3  | 4-0  | 5-2  | 2-1  | –––– | 3-1  | 2-0  | 3-1  | 4-1  | 2-0  | 4-0  | 2-1  | 2-0  | 3-2  | 1-0  |
| Manchester City | 3-0  | 3-0  | 2-1  | 4-0  | 5-0  | 2-1  | 2-2  | 2-1  | 3-1  | 4-0  | –––– | 1-2  | 5-0  | 5-0  | 2-0  | 2-1  | 2-2  | 8-0  | 2-0  | 0-2  |
| Manchester Utd  | 1-1  | 2-2  | 5-2  | 3-1  | 0-2  | 4-0  | 1-2  | 1-1  | 1-0  | 1-1  | 2-0  | –––– | 4-1  | 4-0  | 3-0  | 2-2  | 2-1  | 3-0  | 1-1  | 0-0  |
| Newcastle Utd   | 0-1  | 1-1  | 2-1  | 0-0  | 0-0  | 1-0  | 1-0  | 1-2  | 0-3  | 1-3  | 2-2  | 1-0  | –––– | 0-0  | 3-0  | 2-1  | 1-3  | 1-1  | 2-2  | 1-1  |
| Norwich City    | 2-2  | 1-5  | 1-0  | 0-1  | 0-2  | 2-3  | 1-1  | 0-1  | 1-0  | 0-1  | 3-2  | 1-3  | 3-1  | –––– | 1-2  | 0-3  | 2-2  | 0-2  | 0-4  | 1-2  |
| Sheffield Utd   | 1-0  | 2-0  | 2-1  | 1-1  | 3-0  | 3-0  | 1-0  | 0-1  | 1-2  | 0-1  | 0-1  | 3-3  | 0-2  | 1-0  | –––– | 0-1  | 3-1  | 1-1  | 1-0  | 1-0  |
| Southampton     | 0-2  | 2-0  | 1-3  | 1-1  | 1-2  | 1-4  | 1-1  | 1-2  | 0-9  | 1-2  | 1-0  | 1-1  | 0-1  | 2-1  | 3-1  | –––– | 1-0  | 2-1  | 0-1  | 2-3  |
| Tottenham       | 2-1  | 3-1  | 3-2  | 2-1  | 5-0  | 0-2  | 4-0  | 1-0  | 3-0  | 0-1  | 2-0  | 1-1  | 0-1  | 2-1  | 1-1  | 2-1  | –––– | 1-1  | 2-0  | 2-3  |
| Watford         | 2-2  | 3-0  | 0-0  | 0-3  | 0-3  | 1-2  | 0-0  | 2-3  | 1-1  | 3-0  | 0-4  | 2-0  | 2-1  | 2-1  | 0-0  | 1-3  | 0-0  | –––– | 1-3  | 2-1  |
| West Ham Utd    | 1-3  | 1-1  | 4-0  | 3-3  | 0-1  | 3-2  | 1-2  | 1-1  | 1-2  | 0-2  | 0-5  | 2-0  | 2-3  | 2-0  | 1-1  | 3-1  | 2-3  | 3-1  | –––– | 0-2  |
| Wolverhampton   | 0-2  | 2-1  | 1-0  | 0-0  | 1-1  | 2-5  | 2-0  | 3-0  | 0-0  | 1-2  | 3-2  | 1-1  | 1-1  | 3-0  | 1-1  | 1-1  | 1-2  | 2-0  | 2-0  | –––– |

### Calendario
Risultati della Premier League 2019-2020 sul sito ufficiale.

#### Girone di andata
|         | 1ª giornata                  |     |
|         |                              |     |
| 9 ago.  | Liverpool-Norwich City       | 4-1 |
| 10 ago. | West Ham Utd-Manchester City | 0-5 |
| 10 ago. | Bournemouth-Sheffield Utd    | 1-1 |
| 10 ago. | Burnley-Southampton          | 3-0 |
| 10 ago. | Crystal Palace-Everton       | 0-0 |
| 10 ago. | Tottenham-Aston Villa        | 3-1 |
| 10 ago. | Watford-Brighton             | 0-3 |
| 11 ago. | Newcastle Utd-Arsenal        | 0-1 |
| 11 ago. | Leicester City-Wolverhampton | 0-0 |
| 11 ago. | Manchester Utd-Chelsea       | 4-0 |

|         | 2ª giornata                  |     |
|         |                              |     |
| 17 ago. | Arsenal-Burnley              | 2-1 |
| 17 ago. | Aston Villa-Bournemouth      | 1-2 |
| 17 ago. | Brighton-West Ham Utd        | 1-1 |
| 17 ago. | Southampton-Liverpool        | 1-2 |
| 17 ago. | Everton-Watford              | 1-0 |
| 17 ago. | Manchester City-Tottenham    | 2-2 |
| 17 ago. | Norwich City-Newcastle Utd   | 3-1 |
| 18 ago. | Sheffield Utd-Crystal Palace | 1-0 |
| 18 ago. | Chelsea-Leicester City       | 1-1 |
| 19 ago. | Wolverhampton-Manchester Utd | 1-1 |

|         | 1ª giornata                  |     |
|         |                              |     |
| 9 ago.  | Liverpool-Norwich City       | 4-1 |
| 10 ago. | West Ham Utd-Manchester City | 0-5 |
| 10 ago. | Bournemouth-Sheffield Utd    | 1-1 |
| 10 ago. | Burnley-Southampton          | 3-0 |
| 10 ago. | Crystal Palace-Everton       | 0-0 |
| 10 ago. | Tottenham-Aston Villa        | 3-1 |
| 10 ago. | Watford-Brighton             | 0-3 |
| 11 ago. | Newcastle Utd-Arsenal        | 0-1 |
| 11 ago. | Leicester City-Wolverhampton | 0-0 |
| 11 ago. | Manchester Utd-Chelsea       | 4-0 |

|         | 2ª giornata                  |     |
|         |                              |     |
| 17 ago. | Arsenal-Burnley              | 2-1 |
| 17 ago. | Aston Villa-Bournemouth      | 1-2 |
| 17 ago. | Brighton-West Ham Utd        | 1-1 |
| 17 ago. | Southampton-Liverpool        | 1-2 |
| 17 ago. | Everton-Watford              | 1-0 |
| 17 ago. | Manchester City-Tottenham    | 2-2 |
| 17 ago. | Norwich City-Newcastle Utd   | 3-1 |
| 18 ago. | Sheffield Utd-Crystal Palace | 1-0 |
| 18 ago. | Chelsea-Leicester City       | 1-1 |
| 19 ago. | Wolverhampton-Manchester Utd | 1-1 |

|         | 3ª giornata                   |     |
|         |                               |     |
| 23 ago. | Aston Villa-Everton           | 2-0 |
| 24 ago. | Watford-West Ham Utd          | 1-3 |
| 24 ago. | Brighton-Southampton          | 0-2 |
| 24 ago. | Liverpool-Arsenal             | 3-1 |
| 24 ago. | Manchester Utd-Crystal Palace | 1-2 |
| 24 ago. | Norwich City-Chelsea          | 2-3 |
| 24 ago. | Sheffield Utd-Leicester City  | 1-2 |
| 25 ago. | Tottenham-Newcastle Utd       | 0-1 |
| 25 ago. | Bournemouth-Manchester City   | 1-3 |
| 25 ago. | Wolverhampton-Burnley         | 1-1 |

|         | 4ª giornata                |     |
|         |                            |     |
| 31 ago. | Southampton-Manchester Utd | 1-1 |
| 31 ago. | Burnley-Liverpool          | 0-3 |
| 31 ago. | Chelsea-Sheffield Utd      | 2-2 |
| 31 ago. | Crystal Palace-Aston Villa | 1-0 |
| 31 ago. | West Ham Utd-Norwich City  | 2-0 |
| 31 ago. | Leicester City-Bournemouth | 3-1 |
| 31 ago. | Manchester City-Brighton   | 4-0 |
| 31 ago. | Newcastle Utd-Watford      | 1-1 |
| 1º set. | Arsenal-Tottenham          | 2-2 |
| 1º set. | Everton-Wolverhampton      | 3-2 |

|         | 3ª giornata                   |     |
|         |                               |     |
| 23 ago. | Aston Villa-Everton           | 2-0 |
| 24 ago. | Watford-West Ham Utd          | 1-3 |
| 24 ago. | Brighton-Southampton          | 0-2 |
| 24 ago. | Liverpool-Arsenal             | 3-1 |
| 24 ago. | Manchester Utd-Crystal Palace | 1-2 |
| 24 ago. | Norwich City-Chelsea          | 2-3 |
| 24 ago. | Sheffield Utd-Leicester City  | 1-2 |
| 25 ago. | Tottenham-Newcastle Utd       | 0-1 |
| 25 ago. | Bournemouth-Manchester City   | 1-3 |
| 25 ago. | Wolverhampton-Burnley         | 1-1 |

|         | 4ª giornata                |     |
|         |                            |     |
| 31 ago. | Southampton-Manchester Utd | 1-1 |
| 31 ago. | Burnley-Liverpool          | 0-3 |
| 31 ago. | Chelsea-Sheffield Utd      | 2-2 |
| 31 ago. | Crystal Palace-Aston Villa | 1-0 |
| 31 ago. | West Ham Utd-Norwich City  | 2-0 |
| 31 ago. | Leicester City-Bournemouth | 3-1 |
| 31 ago. | Manchester City-Brighton   | 4-0 |
| 31 ago. | Newcastle Utd-Watford      | 1-1 |
| 1º set. | Arsenal-Tottenham          | 2-2 |
| 1º set. | Everton-Wolverhampton      | 3-2 |

|         | 5ª giornata                   |     |
|         |                               |     |
| 14 set. | Tottenham-Crystal Palace      | 4-0 |
| 14 set. | Wolverhampton-Chelsea         | 2-5 |
| 14 set. | Brighton-Burnley              | 1-1 |
| 14 set. | Liverpool-Newcastle Utd       | 3-1 |
| 14 set. | Manchester Utd-Leicester City | 1-0 |
| 14 set. | Norwich City-Manchester City  | 3-2 |
| 14 set. | Sheffield Utd-Southampton     | 0-1 |
| 15 set. | Bournemouth-Everton           | 3-1 |
| 15 set. | Watford-Arsenal               | 2-2 |
| 16 set. | Aston Villa-West Ham Utd      | 0-0 |

|         | 6ª giornata                  |     |
|         |                              |     |
| 20 set. | Southampton-Bournemouth      | 1-3 |
| 21 set. | Burnley-Norwich City         | 2-0 |
| 21 set. | Newcastle Utd-Brighton       | 0-0 |
| 21 set. | Manchester City-Watford      | 8-0 |
| 21 set. | Everton-Sheffield Utd        | 0-2 |
| 21 set. | Leicester City-Tottenham     | 2-1 |
| 22 set. | West Ham Utd-Manchester Utd  | 2-0 |
| 22 set. | Chelsea-Liverpool            | 1-2 |
| 22 set. | Arsenal-Aston Villa          | 3-2 |
| 22 set. | Crystal Palace-Wolverhampton | 1-1 |

|         | 5ª giornata                   |     |
|         |                               |     |
| 14 set. | Tottenham-Crystal Palace      | 4-0 |
| 14 set. | Wolverhampton-Chelsea         | 2-5 |
| 14 set. | Brighton-Burnley              | 1-1 |
| 14 set. | Liverpool-Newcastle Utd       | 3-1 |
| 14 set. | Manchester Utd-Leicester City | 1-0 |
| 14 set. | Norwich City-Manchester City  | 3-2 |
| 14 set. | Sheffield Utd-Southampton     | 0-1 |
| 15 set. | Bournemouth-Everton           | 3-1 |
| 15 set. | Watford-Arsenal               | 2-2 |
| 16 set. | Aston Villa-West Ham Utd      | 0-0 |

|         | 6ª giornata                  |     |
|         |                              |     |
| 20 set. | Southampton-Bournemouth      | 1-3 |
| 21 set. | Burnley-Norwich City         | 2-0 |
| 21 set. | Newcastle Utd-Brighton       | 0-0 |
| 21 set. | Manchester City-Watford      | 8-0 |
| 21 set. | Everton-Sheffield Utd        | 0-2 |
| 21 set. | Leicester City-Tottenham     | 2-1 |
| 22 set. | West Ham Utd-Manchester Utd  | 2-0 |
| 22 set. | Chelsea-Liverpool            | 1-2 |
| 22 set. | Arsenal-Aston Villa          | 3-2 |
| 22 set. | Crystal Palace-Wolverhampton | 1-1 |

|         | 7ª giornata                  |     |
|         |                              |     |
| 28 set. | Bournemouth-West Ham Utd     | 2-2 |
| 28 set. | Aston Villa-Burnley          | 2-2 |
| 28 set. | Chelsea-Brighton             | 2-0 |
| 28 set. | Crystal Palace-Norwich City  | 2-0 |
| 28 set. | Everton-Manchester City      | 1-3 |
| 28 set. | Wolverhampton-Watford        | 2-0 |
| 28 set. | Tottenham-Southampton        | 2-1 |
| 28 set. | Sheffield Utd-Liverpool      | 0-1 |
| 29 set. | Manchester Utd-Arsenal       | 1-1 |
| 30 set. | Leicester City-Newcastle Utd | 5-0 |

|        | 8ª giornata                   |     |
|        |                               |     |
| 5 ott. | Norwich City-Aston Villa      | 1-5 |
| 5 ott. | Brighton-Tottenham            | 3-0 |
| 5 ott. | Burnley-Everton               | 1-0 |
| 5 ott. | Liverpool-Leicester City      | 2-1 |
| 5 ott. | Watford-Sheffield Utd         | 0-0 |
| 5 ott. | West Ham Utd-Crystal Palace   | 1-2 |
| 6 ott. | Arsenal-Bournemouth           | 1-0 |
| 6 ott. | Manchester City-Wolverhampton | 0-2 |
| 6 ott. | Southampton-Chelsea           | 1-4 |
| 6 ott. | Newcastle Utd-Manchester Utd  | 1-0 |

|         | 7ª giornata                  |     |
|         |                              |     |
| 28 set. | Bournemouth-West Ham Utd     | 2-2 |
| 28 set. | Aston Villa-Burnley          | 2-2 |
| 28 set. | Chelsea-Brighton             | 2-0 |
| 28 set. | Crystal Palace-Norwich City  | 2-0 |
| 28 set. | Everton-Manchester City      | 1-3 |
| 28 set. | Wolverhampton-Watford        | 2-0 |
| 28 set. | Tottenham-Southampton        | 2-1 |
| 28 set. | Sheffield Utd-Liverpool      | 0-1 |
| 29 set. | Manchester Utd-Arsenal       | 1-1 |
| 30 set. | Leicester City-Newcastle Utd | 5-0 |

|        | 8ª giornata                   |     |
|        |                               |     |
| 5 ott. | Norwich City-Aston Villa      | 1-5 |
| 5 ott. | Brighton-Tottenham            | 3-0 |
| 5 ott. | Burnley-Everton               | 1-0 |
| 5 ott. | Liverpool-Leicester City      | 2-1 |
| 5 ott. | Watford-Sheffield Utd         | 0-0 |
| 5 ott. | West Ham Utd-Crystal Palace   | 1-2 |
| 6 ott. | Arsenal-Bournemouth           | 1-0 |
| 6 ott. | Manchester City-Wolverhampton | 0-2 |
| 6 ott. | Southampton-Chelsea           | 1-4 |
| 6 ott. | Newcastle Utd-Manchester Utd  | 1-0 |

|         | 9ª giornata                    |     |
|         |                                |     |
| 19 ott. | Bournemouth-Norwich City       | 0-0 |
| 19 ott. | Aston Villa-Brighton           | 2-1 |
| 19 ott. | Chelsea-Newcastle Utd          | 1-0 |
| 19 ott. | Crystal Palace-Manchester City | 0-2 |
| 19 ott. | Everton-West Ham Utd           | 2-0 |
| 19 ott. | Leicester City-Burnley         | 2-1 |
| 19 ott. | Tottenham-Watford              | 1-1 |
| 19 ott. | Wolverhampton-Southampton      | 1-1 |
| 20 ott. | Manchester Utd-Liverpool       | 1-1 |
| 21 ott. | Sheffield Utd-Arsenal          | 1-0 |

|         | 10ª giornata                |     |
|         |                             |     |
| 25 ott. | Southampton-Leicester City  | 0-9 |
| 26 ott. | Brighton-Everton            | 3-2 |
| 26 ott. | Burnley-Chelsea             | 2-4 |
| 26 ott. | West Ham Utd-Sheffield Utd  | 1-1 |
| 26 ott. | Manchester City-Aston Villa | 3-0 |
| 26 ott. | Watford-Bournemouth         | 0-0 |
| 27 ott. | Newcastle Utd-Wolverhampton | 1-1 |
| 27 ott. | Arsenal-Crystal Palace      | 2-2 |
| 27 ott. | Norwich City-Manchester Utd | 1-3 |
| 27 ott. | Liverpool-Tottenham         | 2-1 |

|         | 9ª giornata                    |     |
|         |                                |     |
| 19 ott. | Bournemouth-Norwich City       | 0-0 |
| 19 ott. | Aston Villa-Brighton           | 2-1 |
| 19 ott. | Chelsea-Newcastle Utd          | 1-0 |
| 19 ott. | Crystal Palace-Manchester City | 0-2 |
| 19 ott. | Everton-West Ham Utd           | 2-0 |
| 19 ott. | Leicester City-Burnley         | 2-1 |
| 19 ott. | Tottenham-Watford              | 1-1 |
| 19 ott. | Wolverhampton-Southampton      | 1-1 |
| 20 ott. | Manchester Utd-Liverpool       | 1-1 |
| 21 ott. | Sheffield Utd-Arsenal          | 1-0 |

|         | 10ª giornata                |     |
|         |                             |     |
| 25 ott. | Southampton-Leicester City  | 0-9 |
| 26 ott. | Brighton-Everton            | 3-2 |
| 26 ott. | Burnley-Chelsea             | 2-4 |
| 26 ott. | West Ham Utd-Sheffield Utd  | 1-1 |
| 26 ott. | Manchester City-Aston Villa | 3-0 |
| 26 ott. | Watford-Bournemouth         | 0-0 |
| 27 ott. | Newcastle Utd-Wolverhampton | 1-1 |
| 27 ott. | Arsenal-Crystal Palace      | 2-2 |
| 27 ott. | Norwich City-Manchester Utd | 1-3 |
| 27 ott. | Liverpool-Tottenham         | 2-1 |

|        | 11ª giornata                  |     |
|        |                               |     |
| 2 nov. | Bournemouth-Manchester Utd    | 1-0 |
| 2 nov. | Arsenal-Wolverhampton         | 1-1 |
| 2 nov. | Aston Villa-Liverpool         | 1-2 |
| 2 nov. | Brighton-Norwich City         | 2-0 |
| 2 nov. | Watford-Chelsea               | 1-2 |
| 2 nov. | West Ham Utd-Newcastle Utd    | 2-3 |
| 2 nov. | Manchester City-Southampton   | 2-1 |
| 2 nov. | Sheffield Utd-Burnley         | 3-0 |
| 3 nov. | Crystal Palace-Leicester City | 0-2 |
| 3 nov. | Everton-Tottenham             | 1-1 |

|         | 12ª giornata              |     |
|         |                           |     |
| 8 nov.  | Norwich City-Watford      | 0-2 |
| 9 nov.  | Burnley-West Ham Utd      | 3-0 |
| 9 nov.  | Leicester City-Arsenal    | 2-0 |
| 9 nov.  | Tottenham-Sheffield Utd   | 1-1 |
| 9 nov.  | Southampton-Everton       | 1-2 |
| 9 nov.  | Newcastle Utd-Bournemouth | 2-1 |
| 9 nov.  | Chelsea-Crystal Palace    | 2-0 |
| 10 nov. | Manchester Utd-Brighton   | 3-1 |
| 10 nov. | Liverpool-Manchester City | 3-1 |
| 10 nov. | Wolverhampton-Aston Villa | 2-1 |

|        | 11ª giornata                  |     |
|        |                               |     |
| 2 nov. | Bournemouth-Manchester Utd    | 1-0 |
| 2 nov. | Arsenal-Wolverhampton         | 1-1 |
| 2 nov. | Aston Villa-Liverpool         | 1-2 |
| 2 nov. | Brighton-Norwich City         | 2-0 |
| 2 nov. | Watford-Chelsea               | 1-2 |
| 2 nov. | West Ham Utd-Newcastle Utd    | 2-3 |
| 2 nov. | Manchester City-Southampton   | 2-1 |
| 2 nov. | Sheffield Utd-Burnley         | 3-0 |
| 3 nov. | Crystal Palace-Leicester City | 0-2 |
| 3 nov. | Everton-Tottenham             | 1-1 |

|         | 12ª giornata              |     |
|         |                           |     |
| 8 nov.  | Norwich City-Watford      | 0-2 |
| 9 nov.  | Burnley-West Ham Utd      | 3-0 |
| 9 nov.  | Leicester City-Arsenal    | 2-0 |
| 9 nov.  | Tottenham-Sheffield Utd   | 1-1 |
| 9 nov.  | Southampton-Everton       | 1-2 |
| 9 nov.  | Newcastle Utd-Bournemouth | 2-1 |
| 9 nov.  | Chelsea-Crystal Palace    | 2-0 |
| 10 nov. | Manchester Utd-Brighton   | 3-1 |
| 10 nov. | Liverpool-Manchester City | 3-1 |
| 10 nov. | Wolverhampton-Aston Villa | 2-1 |

|         | 13ª giornata                 |     |
|         |                              |     |
| 23 nov. | Bournemouth-Wolverhampton    | 1-2 |
| 23 nov. | Arsenal-Southampton          | 2-2 |
| 23 nov. | West Ham Utd-Tottenham       | 2-3 |
| 23 nov. | Brighton-Leicester City      | 0-2 |
| 23 nov. | Crystal Palace-Liverpool     | 1-2 |
| 23 nov. | Everton-Norwich City         | 0-2 |
| 23 nov. | Manchester City-Chelsea      | 2-1 |
| 23 nov. | Watford-Burnley              | 0-3 |
| 24 nov. | Sheffield Utd-Manchester Utd | 3-3 |
| 25 nov. | Aston Villa-Newcastle Utd    | 2-0 |

|         | 14ª giornata                  |     |
|         |                               |     |
| 30 nov. | Burnley-Crystal Palace        | 0-2 |
| 30 nov. | Chelsea-West Ham Utd          | 0-1 |
| 30 nov. | Southampton-Watford           | 2-1 |
| 30 nov. | Liverpool-Brighton            | 2-1 |
| 30 nov. | Tottenham-Bournemouth         | 3-2 |
| 30 nov. | Newcastle Utd-Manchester City | 2-2 |
| 1º dic. | Norwich City-Arsenal          | 2-2 |
| 1º dic. | Leicester City-Everton        | 2-1 |
| 1º dic. | Manchester Utd-Aston Villa    | 2-2 |
| 1º dic. | Wolverhampton-Sheffield Utd   | 1-1 |

|         | 13ª giornata                 |     |
|         |                              |     |
| 23 nov. | Bournemouth-Wolverhampton    | 1-2 |
| 23 nov. | Arsenal-Southampton          | 2-2 |
| 23 nov. | West Ham Utd-Tottenham       | 2-3 |
| 23 nov. | Brighton-Leicester City      | 0-2 |
| 23 nov. | Crystal Palace-Liverpool     | 1-2 |
| 23 nov. | Everton-Norwich City         | 0-2 |
| 23 nov. | Manchester City-Chelsea      | 2-1 |
| 23 nov. | Watford-Burnley              | 0-3 |
| 24 nov. | Sheffield Utd-Manchester Utd | 3-3 |
| 25 nov. | Aston Villa-Newcastle Utd    | 2-0 |

|         | 14ª giornata                  |     |
|         |                               |     |
| 30 nov. | Burnley-Crystal Palace        | 0-2 |
| 30 nov. | Chelsea-West Ham Utd          | 0-1 |
| 30 nov. | Southampton-Watford           | 2-1 |
| 30 nov. | Liverpool-Brighton            | 2-1 |
| 30 nov. | Tottenham-Bournemouth         | 3-2 |
| 30 nov. | Newcastle Utd-Manchester City | 2-2 |
| 1º dic. | Norwich City-Arsenal          | 2-2 |
| 1º dic. | Leicester City-Everton        | 2-1 |
| 1º dic. | Manchester Utd-Aston Villa    | 2-2 |
| 1º dic. | Wolverhampton-Sheffield Utd   | 1-1 |

|        | 15ª giornata                |     |
|        |                             |     |
| 3 dic. | Burnley-Manchester City     | 1-4 |
| 3 dic. | Crystal Palace-Bournemouth  | 1-0 |
| 4 dic. | Southampton-Norwich City    | 2-1 |
| 4 dic. | Leicester City-Watford      | 2-0 |
| 4 dic. | Wolverhampton-West Ham Utd  | 2-0 |
| 4 dic. | Manchester Utd-Tottenham    | 2-1 |
| 4 dic. | Liverpool-Everton           | 5-2 |
| 4 dic. | Chelsea-Aston Villa         | 2-1 |
| 5 dic. | Sheffield Utd-Newcastle Utd | 0-2 |
| 5 dic. | Arsenal-Brighton            | 1-2 |

|        | 16ª giornata                   |     |
|        |                                |     |
| 7 dic. | Everton-Chelsea                | 3-1 |
| 7 dic. | Tottenham-Burnley              | 5-0 |
| 7 dic. | Bournemouth-Liverpool          | 0-3 |
| 7 dic. | Watford-Crystal Palace         | 0-0 |
| 7 dic. | Manchester City-Manchester Utd | 1-2 |
| 8 dic. | Newcastle Utd-Southampton      | 2-1 |
| 8 dic. | Norwich City-Sheffield Utd     | 1-2 |
| 8 dic. | Aston Villa-Leicester City     | 1-4 |
| 8 dic. | Brighton-Wolverhampton         | 2-2 |
| 9 dic. | West Ham Utd-Arsenal           | 1-3 |

|        | 15ª giornata                |     |
|        |                             |     |
| 3 dic. | Burnley-Manchester City     | 1-4 |
| 3 dic. | Crystal Palace-Bournemouth  | 1-0 |
| 4 dic. | Southampton-Norwich City    | 2-1 |
| 4 dic. | Leicester City-Watford      | 2-0 |
| 4 dic. | Wolverhampton-West Ham Utd  | 2-0 |
| 4 dic. | Manchester Utd-Tottenham    | 2-1 |
| 4 dic. | Liverpool-Everton           | 5-2 |
| 4 dic. | Chelsea-Aston Villa         | 2-1 |
| 5 dic. | Sheffield Utd-Newcastle Utd | 0-2 |
| 5 dic. | Arsenal-Brighton            | 1-2 |

|        | 16ª giornata                   |     |
|        |                                |     |
| 7 dic. | Everton-Chelsea                | 3-1 |
| 7 dic. | Tottenham-Burnley              | 5-0 |
| 7 dic. | Bournemouth-Liverpool          | 0-3 |
| 7 dic. | Watford-Crystal Palace         | 0-0 |
| 7 dic. | Manchester City-Manchester Utd | 1-2 |
| 8 dic. | Newcastle Utd-Southampton      | 2-1 |
| 8 dic. | Norwich City-Sheffield Utd     | 1-2 |
| 8 dic. | Aston Villa-Leicester City     | 1-4 |
| 8 dic. | Brighton-Wolverhampton         | 2-2 |
| 9 dic. | West Ham Utd-Arsenal           | 1-3 |

|         | 17ª giornata                |     |
|         |                             |     |
| 14 dic. | Liverpool-Watford           | 2-0 |
| 14 dic. | Chelsea-Bournemouth         | 0-1 |
| 14 dic. | Burnley-Newcastle Utd       | 1-0 |
| 14 dic. | Leicester City-Norwich City | 1-1 |
| 14 dic. | Sheffield Utd-Aston Villa   | 2-0 |
| 14 dic. | Southampton-West Ham Utd    | 0-1 |
| 15 dic. | Manchester Utd-Everton      | 1-1 |
| 15 dic. | Wolverhampton-Tottenham     | 1-2 |
| 15 dic. | Arsenal-Manchester City     | 0-3 |
| 16 dic. | Crystal Palace-Brighton     | 1-1 |

|         | 18ª giornata                   |     |
|         |                                |     |
| 21 dic. | Everton-Arsenal                | 0-0 |
| 21 dic. | Aston Villa-Southampton        | 1-3 |
| 21 dic. | Bournemouth-Burnley            | 0-1 |
| 21 dic. | Brighton-Sheffield Utd         | 0-1 |
| 21 dic. | Norwich City-Wolverhampton     | 1-2 |
| 21 dic. | Newcastle Utd-Crystal Palace   | 1-0 |
| 21 dic. | Manchester City-Leicester City | 3-1 |
| 22 dic. | Watford-Manchester Utd         | 2-0 |
| 22 dic. | Tottenham-Chelsea              | 0-2 |
| 29 gen. | West Ham Utd-Liverpool         | 0-2 |

|         | 17ª giornata                |     |
|         |                             |     |
| 14 dic. | Liverpool-Watford           | 2-0 |
| 14 dic. | Chelsea-Bournemouth         | 0-1 |
| 14 dic. | Burnley-Newcastle Utd       | 1-0 |
| 14 dic. | Leicester City-Norwich City | 1-1 |
| 14 dic. | Sheffield Utd-Aston Villa   | 2-0 |
| 14 dic. | Southampton-West Ham Utd    | 0-1 |
| 15 dic. | Manchester Utd-Everton      | 1-1 |
| 15 dic. | Wolverhampton-Tottenham     | 1-2 |
| 15 dic. | Arsenal-Manchester City     | 0-3 |
| 16 dic. | Crystal Palace-Brighton     | 1-1 |

|         | 18ª giornata                   |     |
|         |                                |     |
| 21 dic. | Everton-Arsenal                | 0-0 |
| 21 dic. | Aston Villa-Southampton        | 1-3 |
| 21 dic. | Bournemouth-Burnley            | 0-1 |
| 21 dic. | Brighton-Sheffield Utd         | 0-1 |
| 21 dic. | Norwich City-Wolverhampton     | 1-2 |
| 21 dic. | Newcastle Utd-Crystal Palace   | 1-0 |
| 21 dic. | Manchester City-Leicester City | 3-1 |
| 22 dic. | Watford-Manchester Utd         | 2-0 |
| 22 dic. | Tottenham-Chelsea              | 0-2 |
| 29 gen. | West Ham Utd-Liverpool         | 0-2 |

| \| \| 19ª giornata \| \| \| \| \| \| \| 26 dic. \| Bournemouth-Arsenal \| 1-1 \| \| 26 dic. \| Aston Villa-Norwich City \| 1-0 \| \| 26 dic. \| Chelsea-Southampton \| 0-2 \| \| 26 dic. \| Crystal Palace-West Ham Utd \| 2-1 \| \| 26 dic. \| Everton-Burnley \| 1-0 \| \| 26 dic. \| Leicester City-Liverpool \| 0-4 \| \| 26 dic. \| Manchester Utd-Newcastle Utd \| 4-1 \| \| 26 dic. \| Sheffield Utd-Watford \| 1-1 \| \| 26 dic. \| Tottenham-Brighton \| 2-1 \| \| 27 dic. \| Wolverhampton-Manchester City \| 3-2 \| |                               |     |
| | 19ª giornata                  |     |
| |                               |     |
| 26 dic. | Bournemouth-Arsenal           | 1-1 |
| 26 dic. | Aston Villa-Norwich City      | 1-0 |
| 26 dic. | Chelsea-Southampton           | 0-2 |
| 26 dic. | Crystal Palace-West Ham Utd   | 2-1 |
| 26 dic. | Everton-Burnley               | 1-0 |
| 26 dic. | Leicester City-Liverpool      | 0-4 |
| 26 dic. | Manchester Utd-Newcastle Utd  | 4-1 |
| 26 dic. | Sheffield Utd-Watford         | 1-1 |
| 26 dic. | Tottenham-Brighton            | 2-1 |
| 27 dic. | Wolverhampton-Manchester City | 3-2 |

|         | 19ª giornata                  |     |
|         |                               |     |
| 26 dic. | Bournemouth-Arsenal           | 1-1 |
| 26 dic. | Aston Villa-Norwich City      | 1-0 |
| 26 dic. | Chelsea-Southampton           | 0-2 |
| 26 dic. | Crystal Palace-West Ham Utd   | 2-1 |
| 26 dic. | Everton-Burnley               | 1-0 |
| 26 dic. | Leicester City-Liverpool      | 0-4 |
| 26 dic. | Manchester Utd-Newcastle Utd  | 4-1 |
| 26 dic. | Sheffield Utd-Watford         | 1-1 |
| 26 dic. | Tottenham-Brighton            | 2-1 |
| 27 dic. | Wolverhampton-Manchester City | 3-2 |

#### Girone di ritorno
|         | 20ª giornata                  |     |
|         |                               |     |
| 28 dic. | Brighton-Bournemouth          | 2-0 |
| 28 dic. | Burnley-Manchester Utd        | 0-2 |
| 28 dic. | Newcastle Utd-Everton         | 1-2 |
| 28 dic. | Norwich City-Tottenham        | 2-2 |
| 28 dic. | Southampton-Crystal Palace    | 1-1 |
| 28 dic. | Watford-Aston Villa           | 3-0 |
| 28 dic. | West Ham Utd-Leicester City   | 1-2 |
| 29 dic. | Arsenal-Chelsea               | 1-2 |
| 29 dic. | Liverpool-Wolverhampton       | 1-0 |
| 29 dic. | Manchester City-Sheffield Utd | 2-0 |

|         | 21ª giornata                 |     |
|         |                              |     |
| 1º gen. | Arsenal-Manchester Utd       | 2-0 |
| 1º gen. | Brighton-Chelsea             | 1-1 |
| 1º gen. | Burnley-Aston Villa          | 1-2 |
| 1º gen. | Manchester City-Everton      | 2-1 |
| 1º gen. | Newcastle Utd-Leicester City | 0-3 |
| 1º gen. | Norwich City-Crystal Palace  | 1-1 |
| 1º gen. | Southampton-Tottenham        | 1-0 |
| 1º gen. | Watford-Wolverhampton        | 2-1 |
| 1º gen. | West Ham Utd-Bournemouth     | 4-0 |
| 2 gen.  | Liverpool-Sheffield Utd      | 2-0 |

|         | 20ª giornata                  |     |
|         |                               |     |
| 28 dic. | Brighton-Bournemouth          | 2-0 |
| 28 dic. | Burnley-Manchester Utd        | 0-2 |
| 28 dic. | Newcastle Utd-Everton         | 1-2 |
| 28 dic. | Norwich City-Tottenham        | 2-2 |
| 28 dic. | Southampton-Crystal Palace    | 1-1 |
| 28 dic. | Watford-Aston Villa           | 3-0 |
| 28 dic. | West Ham Utd-Leicester City   | 1-2 |
| 29 dic. | Arsenal-Chelsea               | 1-2 |
| 29 dic. | Liverpool-Wolverhampton       | 1-0 |
| 29 dic. | Manchester City-Sheffield Utd | 2-0 |

|         | 21ª giornata                 |     |
|         |                              |     |
| 1º gen. | Arsenal-Manchester Utd       | 2-0 |
| 1º gen. | Brighton-Chelsea             | 1-1 |
| 1º gen. | Burnley-Aston Villa          | 1-2 |
| 1º gen. | Manchester City-Everton      | 2-1 |
| 1º gen. | Newcastle Utd-Leicester City | 0-3 |
| 1º gen. | Norwich City-Crystal Palace  | 1-1 |
| 1º gen. | Southampton-Tottenham        | 1-0 |
| 1º gen. | Watford-Wolverhampton        | 2-1 |
| 1º gen. | West Ham Utd-Bournemouth     | 4-0 |
| 2 gen.  | Liverpool-Sheffield Utd      | 2-0 |

|         | 22ª giornata                |     |
|         |                             |     |
| 10 gen. | Sheffield Utd-West Ham Utd  | 1-0 |
| 11 gen. | Chelsea-Burnley             | 3-0 |
| 11 gen. | Crystal Palace-Arsenal      | 1-1 |
| 11 gen. | Everton-Brighton            | 1-0 |
| 11 gen. | Leicester City-Southampton  | 1-2 |
| 11 gen. | Manchester Utd-Norwich City | 4-0 |
| 11 gen. | Tottenham-Liverpool         | 0-1 |
| 11 gen. | Wolverhampton-Newcastle Utd | 1-1 |
| 12 gen. | Bournemouth-Watford         | 0-3 |
| 12 gen. | Aston Villa-Manchester City | 1-6 |

|         | 23ª giornata                   |     |
|         |                                |     |
| 18 gen. | Arsenal-Sheffield Utd          | 1-1 |
| 18 gen. | Brighton-Aston Villa           | 1-1 |
| 18 gen. | Manchester City-Crystal Palace | 2-2 |
| 18 gen. | Newcastle Utd-Chelsea          | 1-0 |
| 18 gen. | Norwich City-Bournemouth       | 1-0 |
| 18 gen. | Southampton-Wolverhampton      | 2-3 |
| 18 gen. | Watford-Tottenham              | 0-0 |
| 18 gen. | West Ham Utd-Everton           | 1-1 |
| 19 gen. | Burnley-Leicester City         | 2-1 |
| 19 gen. | Liverpool-Manchester Utd       | 2-0 |

|         | 22ª giornata                |     |
|         |                             |     |
| 10 gen. | Sheffield Utd-West Ham Utd  | 1-0 |
| 11 gen. | Chelsea-Burnley             | 3-0 |
| 11 gen. | Crystal Palace-Arsenal      | 1-1 |
| 11 gen. | Everton-Brighton            | 1-0 |
| 11 gen. | Leicester City-Southampton  | 1-2 |
| 11 gen. | Manchester Utd-Norwich City | 4-0 |
| 11 gen. | Tottenham-Liverpool         | 0-1 |
| 11 gen. | Wolverhampton-Newcastle Utd | 1-1 |
| 12 gen. | Bournemouth-Watford         | 0-3 |
| 12 gen. | Aston Villa-Manchester City | 1-6 |

|         | 23ª giornata                   |     |
|         |                                |     |
| 18 gen. | Arsenal-Sheffield Utd          | 1-1 |
| 18 gen. | Brighton-Aston Villa           | 1-1 |
| 18 gen. | Manchester City-Crystal Palace | 2-2 |
| 18 gen. | Newcastle Utd-Chelsea          | 1-0 |
| 18 gen. | Norwich City-Bournemouth       | 1-0 |
| 18 gen. | Southampton-Wolverhampton      | 2-3 |
| 18 gen. | Watford-Tottenham              | 0-0 |
| 18 gen. | West Ham Utd-Everton           | 1-1 |
| 19 gen. | Burnley-Leicester City         | 2-1 |
| 19 gen. | Liverpool-Manchester Utd       | 2-0 |

|         | 24ª giornata                  |     |
|         |                               |     |
| 21 gen. | Bournemouth-Brighton          | 3-1 |
| 21 gen. | Sheffield Utd-Manchester City | 0-1 |
| 21 gen. | Crystal Palace-Southampton    | 0-2 |
| 21 gen. | Everton-Newcastle Utd         | 2-2 |
| 21 gen. | Aston Villa-Watford           | 2-1 |
| 21 gen. | Chelsea-Arsenal               | 2-2 |
| 22 gen. | Tottenham-Norwich City        | 2-1 |
| 22 gen. | Leicester City-West Ham Utd   | 4-1 |
| 22 gen. | Manchester Utd-Burnley        | 0-2 |
| 23 gen. | Wolverhampton-Liverpool       | 1-2 |

|         | 25ª giornata                 |     |
|         |                              |     |
| 1º feb. | Bournemouth-Aston Villa      | 2-1 |
| 1º feb. | Crystal Palace-Sheffield Utd | 0-1 |
| 1º feb. | Leicester City-Chelsea       | 2-2 |
| 1º feb. | Liverpool-Southampton        | 4-0 |
| 1º feb. | Manchester Utd-Wolverhampton | 0-0 |
| 1º feb. | Newcastle Utd-Norwich City   | 0-0 |
| 1º feb. | Watford-Everton              | 2-3 |
| 1º feb. | West Ham Utd-Brighton        | 3-3 |
| 2 feb.  | Burnley-Arsenal              | 0-0 |
| 2 feb.  | Tottenham-Manchester City    | 2-0 |

|         | 24ª giornata                  |     |
|         |                               |     |
| 21 gen. | Bournemouth-Brighton          | 3-1 |
| 21 gen. | Sheffield Utd-Manchester City | 0-1 |
| 21 gen. | Crystal Palace-Southampton    | 0-2 |
| 21 gen. | Everton-Newcastle Utd         | 2-2 |
| 21 gen. | Aston Villa-Watford           | 2-1 |
| 21 gen. | Chelsea-Arsenal               | 2-2 |
| 22 gen. | Tottenham-Norwich City        | 2-1 |
| 22 gen. | Leicester City-West Ham Utd   | 4-1 |
| 22 gen. | Manchester Utd-Burnley        | 0-2 |
| 23 gen. | Wolverhampton-Liverpool       | 1-2 |

|         | 25ª giornata                 |     |
|         |                              |     |
| 1º feb. | Bournemouth-Aston Villa      | 2-1 |
| 1º feb. | Crystal Palace-Sheffield Utd | 0-1 |
| 1º feb. | Leicester City-Chelsea       | 2-2 |
| 1º feb. | Liverpool-Southampton        | 4-0 |
| 1º feb. | Manchester Utd-Wolverhampton | 0-0 |
| 1º feb. | Newcastle Utd-Norwich City   | 0-0 |
| 1º feb. | Watford-Everton              | 2-3 |
| 1º feb. | West Ham Utd-Brighton        | 3-3 |
| 2 feb.  | Burnley-Arsenal              | 0-0 |
| 2 feb.  | Tottenham-Manchester City    | 2-0 |

|         | 26ª giornata                 |     |
|         |                              |     |
| 8 feb.  | Everton-Crystal Palace       | 3-1 |
| 8 feb.  | Brighton-Watford             | 1-1 |
| 9 feb.  | Sheffield Utd-Bournemouth    | 2-1 |
| 14 feb. | Wolverhampton-Leicester City | 0-0 |
| 15 feb. | Southampton-Burnley          | 1-2 |
| 15 feb. | Norwich City-Liverpool       | 0-1 |
| 16 feb. | Arsenal-Newcastle Utd        | 4-0 |
| 16 feb. | Aston Villa-Tottenham        | 2-3 |
| 17 feb. | Chelsea-Manchester Utd       | 0-2 |
| 19 feb. | Manchester City-West Ham Utd | 2-0 |

|         | 27ª giornata                   |     |
|         |                                |     |
| 22 feb. | Southampton-Aston Villa        | 2-0 |
| 22 feb. | Burnley-Bournemouth            | 3-0 |
| 22 feb. | Chelsea-Tottenham              | 2-1 |
| 22 feb. | Crystal Palace-Newcastle Utd   | 1-0 |
| 22 feb. | Leicester City-Manchester City | 0-1 |
| 22 feb. | Sheffield Utd-Brighton         | 1-1 |
| 23 feb. | Arsenal-Everton                | 3-2 |
| 23 feb. | Wolverhampton-Norwich City     | 3-0 |
| 23 feb. | Manchester Utd-Watford         | 3-0 |
| 24 feb. | Liverpool-West Ham Utd         | 3-2 |

|         | 26ª giornata                 |     |
|         |                              |     |
| 8 feb.  | Everton-Crystal Palace       | 3-1 |
| 8 feb.  | Brighton-Watford             | 1-1 |
| 9 feb.  | Sheffield Utd-Bournemouth    | 2-1 |
| 14 feb. | Wolverhampton-Leicester City | 0-0 |
| 15 feb. | Southampton-Burnley          | 1-2 |
| 15 feb. | Norwich City-Liverpool       | 0-1 |
| 16 feb. | Arsenal-Newcastle Utd        | 4-0 |
| 16 feb. | Aston Villa-Tottenham        | 2-3 |
| 17 feb. | Chelsea-Manchester Utd       | 0-2 |
| 19 feb. | Manchester City-West Ham Utd | 2-0 |

|         | 27ª giornata                   |     |
|         |                                |     |
| 22 feb. | Southampton-Aston Villa        | 2-0 |
| 22 feb. | Burnley-Bournemouth            | 3-0 |
| 22 feb. | Chelsea-Tottenham              | 2-1 |
| 22 feb. | Crystal Palace-Newcastle Utd   | 1-0 |
| 22 feb. | Leicester City-Manchester City | 0-1 |
| 22 feb. | Sheffield Utd-Brighton         | 1-1 |
| 23 feb. | Arsenal-Everton                | 3-2 |
| 23 feb. | Wolverhampton-Norwich City     | 3-0 |
| 23 feb. | Manchester Utd-Watford         | 3-0 |
| 24 feb. | Liverpool-West Ham Utd         | 3-2 |

|         | 28ª giornata                |     |
|         |                             |     |
| 28 feb. | Norwich City-Leicester City | 1-0 |
| 29 feb. | Bournemouth-Chelsea         | 2-2 |
| 29 feb. | Brighton-Crystal Palace     | 0-1 |
| 29 feb. | West Ham Utd-Southampton    | 3-1 |
| 29 feb. | Watford-Liverpool           | 3-0 |
| 29 feb. | Newcastle Utd-Burnley       | 0-0 |
| 1º mar. | Tottenham-Wolverhampton     | 2-3 |
| 1º mar. | Everton-Manchester Utd      | 1-1 |
| 17 giu. | Aston Villa-Sheffield Utd   | 0-0 |
| 17 giu. | Manchester City-Arsenal     | 3-0 |

|        | 29ª giornata                   |     |
|        |                                |     |
| 7 mar. | Arsenal-West Ham Utd           | 1-0 |
| 7 mar. | Burnley-Tottenham              | 1-1 |
| 7 mar. | Crystal Palace-Watford         | 1-0 |
| 7 mar. | Liverpool-Bournemouth          | 2-1 |
| 7 mar. | Sheffield Utd-Norwich City     | 1-0 |
| 7 mar. | Southampton-Newcastle Utd      | 0-1 |
| 7 mar. | Wolverhampton-Brighton         | 0-0 |
| 8 mar. | Chelsea-Everton                | 4-0 |
| 8 mar. | Manchester Utd-Manchester City | 2-0 |
| 9 mar. | Leicester City-Aston Villa     | 4-0 |

|         | 28ª giornata                |     |
|         |                             |     |
| 28 feb. | Norwich City-Leicester City | 1-0 |
| 29 feb. | Bournemouth-Chelsea         | 2-2 |
| 29 feb. | Brighton-Crystal Palace     | 0-1 |
| 29 feb. | West Ham Utd-Southampton    | 3-1 |
| 29 feb. | Watford-Liverpool           | 3-0 |
| 29 feb. | Newcastle Utd-Burnley       | 0-0 |
| 1º mar. | Tottenham-Wolverhampton     | 2-3 |
| 1º mar. | Everton-Manchester Utd      | 1-1 |
| 17 giu. | Aston Villa-Sheffield Utd   | 0-0 |
| 17 giu. | Manchester City-Arsenal     | 3-0 |

|        | 29ª giornata                   |     |
|        |                                |     |
| 7 mar. | Arsenal-West Ham Utd           | 1-0 |
| 7 mar. | Burnley-Tottenham              | 1-1 |
| 7 mar. | Crystal Palace-Watford         | 1-0 |
| 7 mar. | Liverpool-Bournemouth          | 2-1 |
| 7 mar. | Sheffield Utd-Norwich City     | 1-0 |
| 7 mar. | Southampton-Newcastle Utd      | 0-1 |
| 7 mar. | Wolverhampton-Brighton         | 0-0 |
| 8 mar. | Chelsea-Everton                | 4-0 |
| 8 mar. | Manchester Utd-Manchester City | 2-0 |
| 9 mar. | Leicester City-Aston Villa     | 4-0 |

|         | 30ª giornata                |     |
|         |                             |     |
| 20 giu. | Bournemouth-Crystal Palace  | 0-2 |
| 21 giu. | Aston Villa-Chelsea         | 1-2 |
| 20 giu. | Brighton-Arsenal            | 2-1 |
| 21 giu. | Everton-Liverpool           | 0-0 |
| 22 giu. | Manchester City-Burnley     | 5-0 |
| 21 giu. | Newcastle Utd-Sheffield Utd | 3-0 |
| 19 giu. | Norwich City-Southampton    | 0-3 |
| 19 giu. | Tottenham-Manchester Utd    | 1-1 |
| 20 giu. | Watford-Leicester City      | 1-1 |
| 20 giu. | West Ham Utd-Wolverhampton  | 0-2 |

|         | 31ª giornata                 |     |
|         |                              |     |
| 25 giu. | Burnley-Watford              | 1-0 |
| 25 giu. | Chelsea-Manchester City      | 2-1 |
| 23 giu. | Leicester City-Brighton      | 0-0 |
| 24 giu. | Liverpool-Crystal Palace     | 4-0 |
| 24 giu. | Manchester Utd-Sheffield Utd | 3-0 |
| 24 giu. | Newcastle Utd-Aston Villa    | 1-1 |
| 24 giu. | Norwich City-Everton         | 0-1 |
| 25 giu. | Southampton-Arsenal          | 0-2 |
| 23 giu. | Tottenham-West Ham Utd       | 2-0 |
| 24 giu. | Wolverhampton-Bournemouth    | 1-0 |

|         | 30ª giornata                |     |
|         |                             |     |
| 20 giu. | Bournemouth-Crystal Palace  | 0-2 |
| 21 giu. | Aston Villa-Chelsea         | 1-2 |
| 20 giu. | Brighton-Arsenal            | 2-1 |
| 21 giu. | Everton-Liverpool           | 0-0 |
| 22 giu. | Manchester City-Burnley     | 5-0 |
| 21 giu. | Newcastle Utd-Sheffield Utd | 3-0 |
| 19 giu. | Norwich City-Southampton    | 0-3 |
| 19 giu. | Tottenham-Manchester Utd    | 1-1 |
| 20 giu. | Watford-Leicester City      | 1-1 |
| 20 giu. | West Ham Utd-Wolverhampton  | 0-2 |

|         | 31ª giornata                 |     |
|         |                              |     |
| 25 giu. | Burnley-Watford              | 1-0 |
| 25 giu. | Chelsea-Manchester City      | 2-1 |
| 23 giu. | Leicester City-Brighton      | 0-0 |
| 24 giu. | Liverpool-Crystal Palace     | 4-0 |
| 24 giu. | Manchester Utd-Sheffield Utd | 3-0 |
| 24 giu. | Newcastle Utd-Aston Villa    | 1-1 |
| 24 giu. | Norwich City-Everton         | 0-1 |
| 25 giu. | Southampton-Arsenal          | 0-2 |
| 23 giu. | Tottenham-West Ham Utd       | 2-0 |
| 24 giu. | Wolverhampton-Bournemouth    | 1-0 |

|         | 32ª giornata              |     |
|         |                           |     |
| 1° lug. | Bournemouth-Newcastle Utd | 1-4 |
| 1° lug. | Arsenal-Norwich City      | 4-0 |
| 27 giu. | Aston Villa-Wolverhampton | 0-1 |
| 30 giu. | Brighton-Manchester Utd   | 0-3 |
| 29 giu. | Crystal Palace-Burnley    | 0-1 |
| 1° lug. | Everton-Leicester City    | 2-1 |
| 2 lug.  | Manchester City-Liverpool | 4-0 |
| 2 lug.  | Sheffield Utd-Tottenham   | 3-1 |
| 28 giu. | Watford-Southampton       | 1-3 |
| 1° lug. | West Ham Utd-Chelsea      | 3-2 |

|        | 33ª giornata                  |     |
|        |                               |     |
| 5 lug. | Burnley-Sheffield Utd         | 1-1 |
| 4 lug. | Chelsea-Watford               | 3-0 |
| 4 lug. | Leicester City-Crystal Palace | 3-0 |
| 5 lug. | Liverpool-Aston Villa         | 2-0 |
| 4 lug. | Manchester Utd-Bournemouth    | 5-2 |
| 5 lug. | Newcastle Utd-West Ham Utd    | 2-2 |
| 4 lug. | Norwich City-Brighton         | 0-1 |
| 5 lug. | Southampton-Manchester City   | 1-0 |
| 6 lug. | Tottenham-Everton             | 1-0 |
| 5 lug. | Wolverhampton-Arsenal         | 0-2 |

|         | 32ª giornata              |     |
|         |                           |     |
| 1° lug. | Bournemouth-Newcastle Utd | 1-4 |
| 1° lug. | Arsenal-Norwich City      | 4-0 |
| 27 giu. | Aston Villa-Wolverhampton | 0-1 |
| 30 giu. | Brighton-Manchester Utd   | 0-3 |
| 29 giu. | Crystal Palace-Burnley    | 0-1 |
| 1° lug. | Everton-Leicester City    | 2-1 |
| 2 lug.  | Manchester City-Liverpool | 4-0 |
| 2 lug.  | Sheffield Utd-Tottenham   | 3-1 |
| 28 giu. | Watford-Southampton       | 1-3 |
| 1° lug. | West Ham Utd-Chelsea      | 3-2 |

|        | 33ª giornata                  |     |
|        |                               |     |
| 5 lug. | Burnley-Sheffield Utd         | 1-1 |
| 4 lug. | Chelsea-Watford               | 3-0 |
| 4 lug. | Leicester City-Crystal Palace | 3-0 |
| 5 lug. | Liverpool-Aston Villa         | 2-0 |
| 4 lug. | Manchester Utd-Bournemouth    | 5-2 |
| 5 lug. | Newcastle Utd-West Ham Utd    | 2-2 |
| 4 lug. | Norwich City-Brighton         | 0-1 |
| 5 lug. | Southampton-Manchester City   | 1-0 |
| 6 lug. | Tottenham-Everton             | 1-0 |
| 5 lug. | Wolverhampton-Arsenal         | 0-2 |

|        | 34ª giornata                  |     |
|        |                               |     |
| 9 lug. | Bournemouth-Tottenham         | 0-0 |
| 7 lug. | Arsenal-Leicester City        | 1-1 |
| 9 lug. | Aston Villa-Manchester Utd    | 0-3 |
| 8 lug. | Brighton-Liverpool            | 1-3 |
| 7 lug. | Crystal Palace-Chelsea        | 2-3 |
| 9 lug. | Everton-Southampton           | 1-1 |
| 8 lug. | Manchester City-Newcastle Utd | 5-0 |
| 8 lug. | Sheffield Utd-Wolverhampton   | 1-0 |
| 7 lug. | Watford-Norwich City          | 2-1 |
| 8 lug. | West Ham Utd-Burnley          | 0-1 |

|         | 35ª giornata               |     |
|         |                            |     |
| 12 lug. | Bournemouth-Leicester City | 4-1 |
| 12 lug. | Aston Villa-Crystal Palace | 2-0 |
| 11 lug. | Brighton-Manchester City   | 0-5 |
| 11 lug. | Liverpool-Burnley          | 1-1 |
| 13 lug. | Manchester Utd-Southampton | 2-2 |
| 11 lug. | Norwich City-West Ham Utd  | 0-4 |
| 11 lug. | Sheffield Utd-Chelsea      | 3-0 |
| 12 lug. | Tottenham-Arsenal          | 2-1 |
| 11 lug. | Watford-Newcastle Utd      | 2-1 |
| 12 lug. | Wolverhampton-Everton      | 3-0 |

|        | 34ª giornata                  |     |
|        |                               |     |
| 9 lug. | Bournemouth-Tottenham         | 0-0 |
| 7 lug. | Arsenal-Leicester City        | 1-1 |
| 9 lug. | Aston Villa-Manchester Utd    | 0-3 |
| 8 lug. | Brighton-Liverpool            | 1-3 |
| 7 lug. | Crystal Palace-Chelsea        | 2-3 |
| 9 lug. | Everton-Southampton           | 1-1 |
| 8 lug. | Manchester City-Newcastle Utd | 5-0 |
| 8 lug. | Sheffield Utd-Wolverhampton   | 1-0 |
| 7 lug. | Watford-Norwich City          | 2-1 |
| 8 lug. | West Ham Utd-Burnley          | 0-1 |

|         | 35ª giornata               |     |
|         |                            |     |
| 12 lug. | Bournemouth-Leicester City | 4-1 |
| 12 lug. | Aston Villa-Crystal Palace | 2-0 |
| 11 lug. | Brighton-Manchester City   | 0-5 |
| 11 lug. | Liverpool-Burnley          | 1-1 |
| 13 lug. | Manchester Utd-Southampton | 2-2 |
| 11 lug. | Norwich City-West Ham Utd  | 0-4 |
| 11 lug. | Sheffield Utd-Chelsea      | 3-0 |
| 12 lug. | Tottenham-Arsenal          | 2-1 |
| 11 lug. | Watford-Newcastle Utd      | 2-1 |
| 12 lug. | Wolverhampton-Everton      | 3-0 |

|         | 36ª giornata                  |     |
|         |                               |     |
| 15 lug. | Arsenal-Liverpool             | 2-1 |
| 15 lug. | Burnley-Wolverhampton         | 1-1 |
| 14 lug. | Chelsea-Norwich City          | 1-0 |
| 16 lug. | Crystal Palace-Manchester Utd | 0-2 |
| 16 lug. | Everton-Aston Villa           | 1-1 |
| 16 lug. | Leicester City-Sheffield Utd  | 2-0 |
| 14 lug. | Manchester City-Bournemouth   | 2-1 |
| 14 lug. | Newcastle Utd-Tottenham       | 1-3 |
| 16 lug. | Southampton-Brighton          | 1-1 |
| 17 lug. | West Ham Utd-Watford          | 3-1 |

|         | 37ª giornata                 |     |
|         |                              |     |
| 19 lug. | Bournemouth-Southampton      | 0-2 |
| 21 lug. | Aston Villa-Arsenal          | 1-0 |
| 20 lug. | Brighton-Newcastle Utd       | 0-0 |
| 22 lug. | Liverpool-Chelsea            | 5-3 |
| 22 lug. | Manchester Utd-West Ham Utd  | 1-1 |
| 18 lug. | Norwich City-Burnley         | 0-2 |
| 20 lug. | Sheffield Utd-Everton        | 0-1 |
| 19 lug. | Tottenham-Leicester City     | 3-0 |
| 21 lug. | Watford-Manchester City      | 0-4 |
| 20 lug. | Wolverhampton-Crystal Palace | 2-0 |

|         | 36ª giornata                  |     |
|         |                               |     |
| 15 lug. | Arsenal-Liverpool             | 2-1 |
| 15 lug. | Burnley-Wolverhampton         | 1-1 |
| 14 lug. | Chelsea-Norwich City          | 1-0 |
| 16 lug. | Crystal Palace-Manchester Utd | 0-2 |
| 16 lug. | Everton-Aston Villa           | 1-1 |
| 16 lug. | Leicester City-Sheffield Utd  | 2-0 |
| 14 lug. | Manchester City-Bournemouth   | 2-1 |
| 14 lug. | Newcastle Utd-Tottenham       | 1-3 |
| 16 lug. | Southampton-Brighton          | 1-1 |
| 17 lug. | West Ham Utd-Watford          | 3-1 |

|         | 37ª giornata                 |     |
|         |                              |     |
| 19 lug. | Bournemouth-Southampton      | 0-2 |
| 21 lug. | Aston Villa-Arsenal          | 1-0 |
| 20 lug. | Brighton-Newcastle Utd       | 0-0 |
| 22 lug. | Liverpool-Chelsea            | 5-3 |
| 22 lug. | Manchester Utd-West Ham Utd  | 1-1 |
| 18 lug. | Norwich City-Burnley         | 0-2 |
| 20 lug. | Sheffield Utd-Everton        | 0-1 |
| 19 lug. | Tottenham-Leicester City     | 3-0 |
| 21 lug. | Watford-Manchester City      | 0-4 |
| 20 lug. | Wolverhampton-Crystal Palace | 2-0 |

| \| \| 38ª giornata \| \| \| \| \| \| \| 26 lug. \| Arsenal-Watford \| 3-2 \| \| 26 lug. \| Burnley-Brighton \| 1-2 \| \| 26 lug. \| Chelsea-Wolverhampton \| 2-0 \| \| 26 lug. \| Crystal Palace-Tottenham \| 1-1 \| \| 26 lug. \| Everton-Bournemouth \| 1-3 \| \| 26 lug. \| Leicester City-Manchester Utd \| 0-2 \| \| 26 lug. \| Manchester City-Norwich City \| 5-0 \| \| 26 lug. \| Newcastle Utd-Liverpool \| 1-3 \| \| 26 lug. \| Southampton-Sheffield Utd \| 3-1 \| \| 26 lug. \| West Ham Utd-Aston Villa \| 1-1 \| |                               |     |
| | 38ª giornata                  |     |
| |                               |     |
| 26 lug. | Arsenal-Watford               | 3-2 |
| 26 lug. | Burnley-Brighton              | 1-2 |
| 26 lug. | Chelsea-Wolverhampton         | 2-0 |
| 26 lug. | Crystal Palace-Tottenham      | 1-1 |
| 26 lug. | Everton-Bournemouth           | 1-3 |
| 26 lug. | Leicester City-Manchester Utd | 0-2 |
| 26 lug. | Manchester City-Norwich City  | 5-0 |
| 26 lug. | Newcastle Utd-Liverpool       | 1-3 |
| 26 lug. | Southampton-Sheffield Utd     | 3-1 |
| 26 lug. | West Ham Utd-Aston Villa      | 1-1 |

|         | 38ª giornata                  |     |
|         |                               |     |
| 26 lug. | Arsenal-Watford               | 3-2 |
| 26 lug. | Burnley-Brighton              | 1-2 |
| 26 lug. | Chelsea-Wolverhampton         | 2-0 |
| 26 lug. | Crystal Palace-Tottenham      | 1-1 |
| 26 lug. | Everton-Bournemouth           | 1-3 |
| 26 lug. | Leicester City-Manchester Utd | 0-2 |
| 26 lug. | Manchester City-Norwich City  | 5-0 |
| 26 lug. | Newcastle Utd-Liverpool       | 1-3 |
| 26 lug. | Southampton-Sheffield Utd     | 3-1 |
| 26 lug. | West Ham Utd-Aston Villa      | 1-1 |

## Statistiche

### Squadre

#### Capoliste solitarie
|    | —— | ——        | —— | —— | —— | —— | —— | —— | ——  | ——  | ——  | ——  | ——  | ——  | ——  | ——  | ——  | ——  | ——  | ——  | ——  | ——  | ——  | ——  | ——  | ——  | ——  | ——  | ——  | ——  | ——  | ——  | ——  | ——  | ——  | ——  | ——  | —— |  |
|    |    | Liverpool |    |    |    |    |    |    |     |     |     |     |     |     |     |     |     |     |     |     |     |     |     |     |     |     |     |     |     |     |     |     |     |     |     |     |     |    |  |
|    |    |           |    |    |    |    |    |    |     |     |     |     |     |     |     |     |     |     |     |     |     |     |     |     |     |     |     |     |     |     |     |     |     |     |     |     |     |    |  |
|    |    |           |    |    |    |    |    |    |     |     |     |     |     |     |     |     |     |     |     |     |     |     |     |     |     |     |     |     |     |     |     |     |     |     |     |     |     |    |  |
| 1ª | 2ª | 3ª        | 4ª | 5ª | 6ª | 7ª | 8ª | 9ª | 10ª | 11ª | 12ª | 13ª | 14ª | 15ª | 16ª | 17ª | 18ª | 19ª | 20ª | 21ª | 22ª | 23ª | 24ª | 25ª | 26ª | 27ª | 28ª | 29ª | 30ª | 31ª | 32ª | 33ª | 34ª | 35ª | 36ª | 37ª | 38ª |    |  |

#### Classifica in divenire
|                 | 1ª | 2ª | 3ª | 4ª | 5ª | 6ª | 7ª | 8ª | 9ª | 10ª | 11ª | 12ª | 13ª | 14ª | 15ª | 16ª | 17ª | 18ª | 19ª | 20ª | 21ª | 22ª | 23ª | 24ª | 25ª | 26ª | 27ª | 28ª | 29ª | 30ª | 31ª | 32ª | 33ª | 34ª | 35ª | 36ª | 37ª | 38ª |
|                 |    |    |    |    |    |    |    |    |    |     |     |     |     |     |     |     |     |     |     |     |     |     |     |     |     |     |     |     |     |     |     |     |     |     |     |     |     |     |
| --------------- | -- | -- | -- | -- | -- | -- | -- | -- | -- | --- | --- | --- | --- | --- | --- | --- | --- | --- | --- | --- | --- | --- | --- | --- | --- | --- | --- | --- | --- | --- | --- | --- | --- | --- | --- | --- | --- | --- |
| Arsenal         | 3  | 6  | 6  | 7  | 8  | 11 | 12 | 15 | 15 | 16  | 17  | 17  | 18  | 19  | 19  | 22  | 22  | 23  | 24  | 24  | 27  | 28  | 29  | 30  | 31  | 34  | 37  | 37  | 40  | 40  | 43  | 46  | 49  | 50  | 50  | 53  | 53  | 56  |
| Aston Villa     | 0  | 0  | 3  | 3  | 4  | 4  | 5  | 8  | 11 | 11  | 11  | 11  | 14  | 15  | 15  | 15  | 15  | 15  | 18  | 18  | 21  | 21  | 22  | 25  | 25  | 25  | 25  | 25* | 25  | 26* | 27  | 27  | 27  | 27  | 30  | 31  | 34  | 35  |
| Bournemouth     | 1  | 4  | 4  | 4  | 7  | 10 | 11 | 11 | 13 | 13  | 16  | 16  | 16  | 16  | 16  | 16  | 19  | 19  | 20  | 20  | 20  | 20  | 20  | 23  | 26  | 26  | 26  | 27  | 27  | 27  | 27  | 27  | 27  | 28  | 31  | 31  | 31  | 34  |
| Brighton        | 3  | 4  | 4  | 4  | 5  | 6  | 6  | 9  | 9  | 12  | 15  | 15  | 15  | 15  | 18  | 19  | 20  | 20  | 20  | 23  | 24  | 24  | 25  | 25  | 26  | 27  | 28  | 28  | 29  | 32  | 33  | 33  | 36  | 36  | 36  | 37  | 38  | 41  |
| Burnley         | 3  | 3  | 4  | 4  | 5  | 8  | 9  | 12 | 12 | 12  | 12  | 15  | 18  | 18  | 18  | 18  | 21  | 24  | 24  | 24  | 24  | 24  | 27  | 30  | 31  | 34  | 37  | 38  | 39  | 39  | 42  | 45  | 46  | 49  | 50  | 51  | 54  | 54  |
| Chelsea         | 0  | 1  | 4  | 5  | 8  | 8  | 11 | 14 | 17 | 20  | 23  | 26  | 26  | 26  | 29  | 29  | 29  | 32  | 32  | 35  | 36  | 39  | 39  | 40  | 41  | 41  | 44  | 45  | 48  | 51  | 54  | 54  | 57  | 60  | 60  | 63  | 63  | 66  |
| Crystal Palace  | 1  | 1  | 4  | 7  | 7  | 8  | 11 | 14 | 14 | 15  | 15  | 15  | 15  | 18  | 21  | 22  | 23  | 23  | 26  | 27  | 28  | 29  | 30  | 30  | 30  | 30  | 33  | 36  | 39  | 42  | 42  | 42  | 42  | 42  | 42  | 42  | 42  | 43  |
| Everton         | 1  | 4  | 4  | 7  | 7  | 7  | 7  | 7  | 10 | 10  | 11  | 14  | 14  | 14  | 14  | 17  | 18  | 19  | 22  | 25  | 25  | 28  | 29  | 30  | 33  | 36  | 36  | 37  | 37  | 38  | 41  | 44  | 44  | 45  | 45  | 46  | 49  | 49  |
| Leicester City  | 1  | 2  | 5  | 8  | 8  | 11 | 14 | 14 | 17 | 20  | 23  | 26  | 29  | 32  | 35  | 38  | 39  | 39  | 39  | 42  | 45  | 45  | 45  | 48  | 49  | 50  | 50  | 50  | 53  | 54  | 55  | 55  | 58  | 59  | 59  | 62  | 62  | 62  |
| Liverpool       | 3  | 6  | 9  | 12 | 15 | 18 | 21 | 24 | 25 | 28  | 31  | 34  | 37  | 40  | 43  | 46  | 49  | 49* | 52  | 55  | 58  | 61  | 64  | 67  | 73* | 76  | 79  | 79  | 82  | 83  | 86  | 86  | 89  | 92  | 93  | 93  | 96  | 99  |
| Manchester City | 3  | 4  | 7  | 10 | 10 | 13 | 16 | 16 | 19 | 22  | 25  | 25  | 28  | 29  | 32  | 32  | 35  | 38  | 38  | 41  | 44  | 47  | 48  | 51  | 51  | 54  | 57  | 57* | 57  | 63* | 63  | 66  | 66  | 69  | 72  | 75  | 78  | 81  |
| Manchester Utd  | 3  | 4  | 4  | 5  | 8  | 8  | 9  | 9  | 10 | 13  | 13  | 16  | 17  | 18  | 21  | 24  | 25  | 25  | 28  | 31  | 31  | 34  | 34  | 34  | 35  | 38  | 41  | 42  | 45  | 46  | 49  | 52  | 55  | 58  | 59  | 62  | 63  | 66  |
| Newcastle Utd   | 0  | 0  | 3  | 4  | 4  | 5  | 5  | 8  | 8  | 9   | 12  | 15  | 15  | 16  | 19  | 22  | 22  | 25  | 25  | 25  | 25  | 26  | 29  | 30  | 31  | 31  | 31  | 32  | 35  | 38  | 39  | 42  | 43  | 43  | 43  | 43  | 44  | 44  |
| Norwich City    | 0  | 3  | 3  | 3  | 6  | 6  | 6  | 6  | 7  | 7   | 7   | 7   | 10  | 11  | 11  | 11  | 12  | 12  | 12  | 13  | 14  | 14  | 17  | 17  | 18  | 18  | 18  | 21  | 21  | 21  | 21  | 21  | 21  | 21  | 21  | 21  | 21  | 21  |
| Sheffield Utd   | 1  | 4  | 4  | 5  | 5  | 8  | 8  | 9  | 12 | 13  | 16  | 17  | 18  | 19  | 19  | 22  | 25  | 28  | 29  | 29  | 29  | 32  | 33  | 33  | 36  | 39  | 40  | 40* | 43  | 44* | 44  | 47  | 48  | 51  | 54  | 54  | 54  | 54  |
| Southampton     | 0  | 0  | 3  | 4  | 7  | 7  | 7  | 7  | 8  | 8   | 8   | 8   | 9   | 12  | 15  | 15  | 15  | 18  | 21  | 22  | 25  | 28  | 28  | 31  | 31  | 31  | 34  | 34  | 34  | 37  | 37  | 40  | 43  | 44  | 45  | 46  | 49  | 52  |
| Tottenham       | 3  | 4  | 4  | 5  | 8  | 8  | 11 | 11 | 12 | 12  | 13  | 14  | 17  | 20  | 20  | 23  | 26  | 26  | 29  | 30  | 30  | 30  | 31  | 34  | 37  | 40  | 40  | 40  | 41  | 42  | 45  | 45  | 48  | 49  | 52  | 55  | 58  | 59  |
| Watford         | 0  | 0  | 0  | 1  | 2  | 2  | 2  | 3  | 4  | 5   | 5   | 8   | 8   | 8   | 8   | 9   | 9   | 12  | 13  | 16  | 19  | 22  | 23  | 23  | 23  | 24  | 24  | 27  | 27  | 28  | 28  | 28  | 28  | 31  | 34  | 34  | 34  | 34  |
| West Ham Utd    | 0  | 1  | 4  | 7  | 8  | 11 | 12 | 12 | 12 | 13  | 13  | 13  | 13  | 16  | 16  | 16  | 19  | 19  | 19  | 19  | 22  | 22  | 23  | 23  | 24  | 24  | 24  | 27  | 27  | 27  | 27  | 30  | 31  | 31  | 34  | 37  | 38  | 39  |
| Wolverhampton   | 1  | 2  | 3  | 3  | 3  | 4  | 7  | 10 | 11 | 12  | 13  | 16  | 19  | 20  | 23  | 24  | 24  | 27  | 30  | 30  | 30  | 31  | 34  | 34  | 35  | 36  | 39  | 42  | 43  | 46  | 49  | 52  | 52  | 52  | 55  | 56  | 59  | 59  |

#### Primati stagionali
Squadre
- Maggior numero di vittorie: Liverpool (32).
- Minor numero di vittorie: Norwich (5).
- Maggior numero di pareggi: Arsenal, Brighton e Wolverhampton (14).
- Minor numero di pareggi: Liverpool e Manchester City (3).
- Maggior numero di sconfitte: Norwich (27).
- Minor numero di sconfitte: Liverpool (3).
- Miglior attacco: Manchester City (102 gol fatti).
- Peggior attacco: Norwich (26 gol fatti).
- Miglior difesa: Liverpool (33 gol subìti).
- Peggior difesa: Norwich City (75 gol subìti).
- Miglior differenza reti: Manchester City (+67).
- Peggior differenza reti: Norwich (-49).
- Miglior serie positiva: Liverpool (27 risultati utili).
- Peggior serie negativa: Burnley, Norwich e Watford (3 sconfitte).

Partite
- Partita con più gol: Southampton-Leicester 0-9 (9 gol), 25 ottobre 2019
- Maggiore scarto di gol: Southampton-Leicester 0-9 (9 gol), 25 ottobre 2019

### Individuali

#### Classifica marcatori
Fonte
| Gol | Rigori |  | Giocatore                 | Squadra           |
| --- | ------ |  | ------------------------- | ----------------- |
| 23  | 4      |  | Jamie Vardy               | Leicester City    |
| 22  | 2      |  | Pierre-Emerick Aubameyang | Arsenal           |
| 22  | 1      |  | Danny Ings                | Southampton       |
| 20  |        |  | Raheem Sterling           | Manchester City   |
| 19  | 3      |  | Mohamed Salah             | Liverpool         |
| 18  | 2      |  | Harry Kane                | Tottenham         |
| 18  |        |  | Sadio Mané                | Liverpool         |
| 17  | 4      |  | Raúl Jiménez              | Wolverhampton     |
| 17  |        |  | Anthony Martial           | Manchester United |
| 17  | 6      |  | Marcus Rashford           | Manchester United |
| 16  | 2      |  | Sergio Agüero             | Manchester City   |
| 15  |        |  | Tammy Abraham             | Chelsea           |
| 14  |        |  | Gabriel Jesus             | Manchester City   |
| 14  |        |  | Chris Wood                | Burnley           |